# Culture de l'Azerbaïdjan
 (avril 2017).

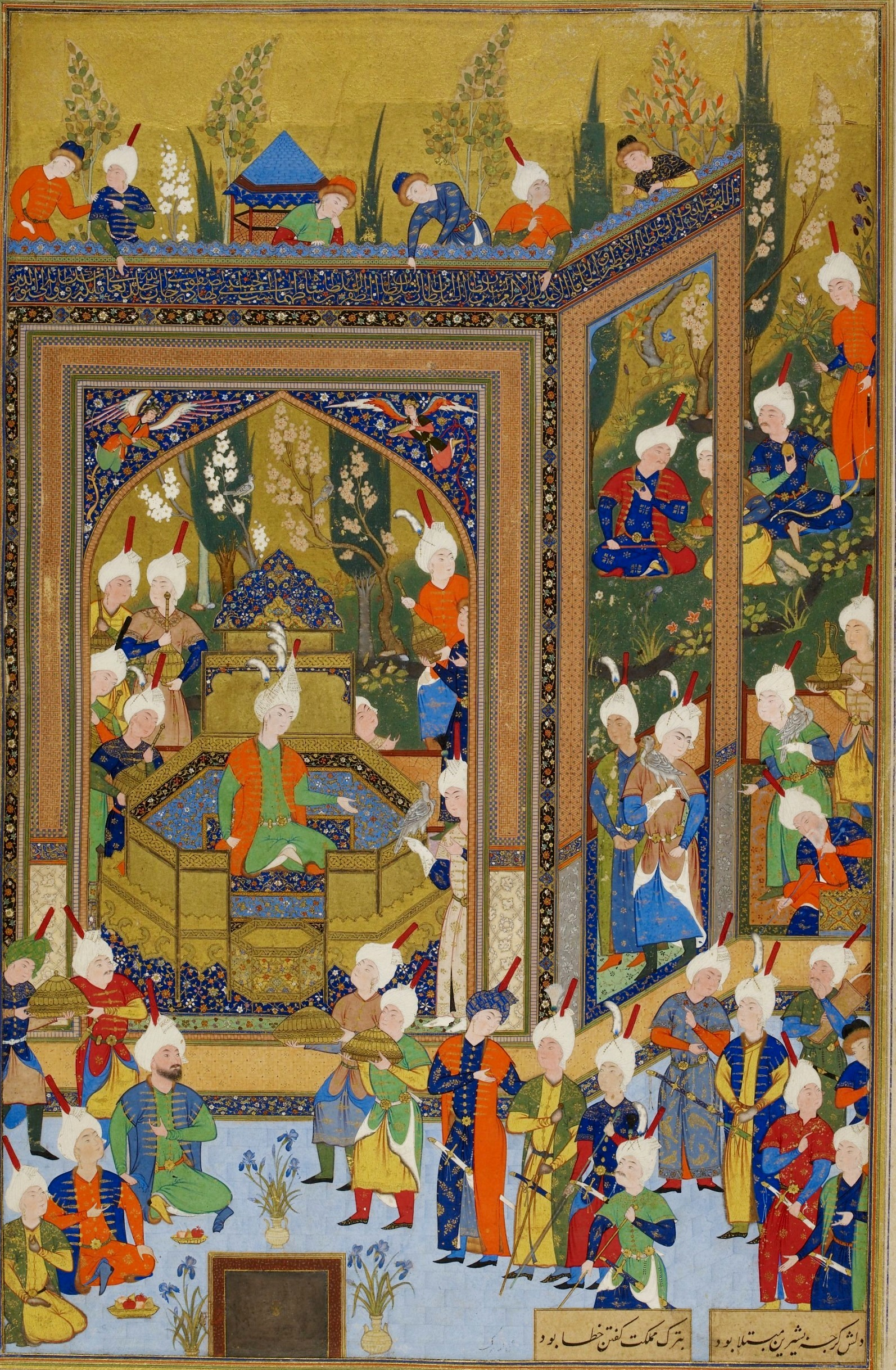
Miniature du XVIe siècle, représentant le couronnement de Khosrov, qui est l'œuvre de l'artiste Giyas Mirak Mirza Aga et qui est basé sur l'œuvre littéraire Khosrov et Shirin par le poète perse Nizami.

La culture de l'Azerbaïdjan, pays de l'Asie du Caucase, désigne d'abord les pratiques culturelles observables de ses habitants (10 000 000, estimation 2017).
La culture de l'Azerbaïdjan participe du patrimoine turc. Elle s'est développée au cours des siècles de son histoire mouvementée, et a ainsi acquis un caractère unique. Nombre de ses aspects ont également été marqués par le cadre géographique dans lequel elle a évolué. Tout en préservant ses spécificités, la culture de l'Azerbaïdjan a été influencée par les cultures persane, islamique et européenne. Depuis le XVIIIe siècle, quand l'Azerbaïdjan est devenu partie de l'Empire russe, puis de l'Union soviétique, elle a été fortement influencée par la culture occidentale à ce jour.

## Histoire

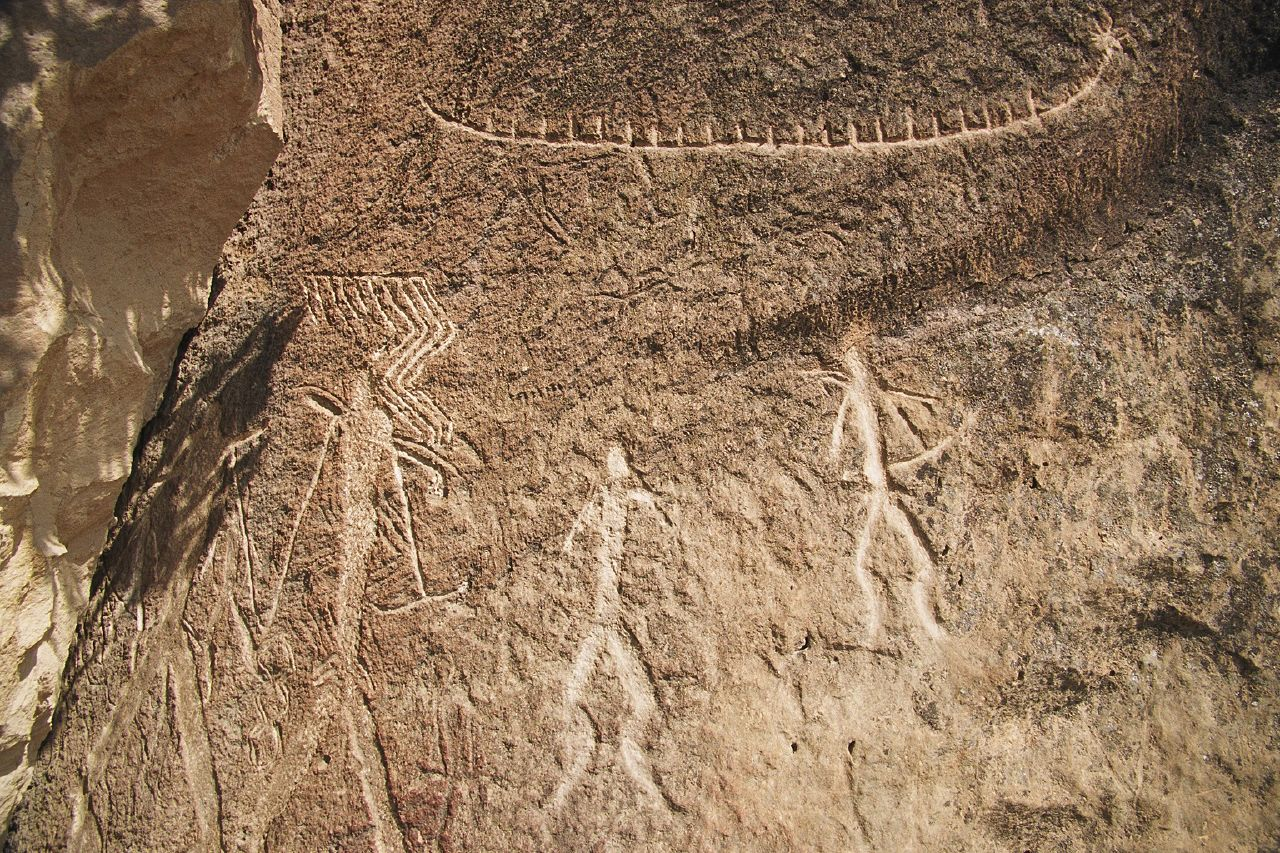
Pétroglyphes à Gobustan datant de 10000 av. J.-C., ce qui indique une culture florissante.

L'Azerbaïdjan est le nom moderne d'une région historique et géographique à la frontière de l'Europe de l'Est et de l'Asie occidentale, autrefois connue sous le nom d'Aran ou d'Ardan par divers empires perses, ou par l'Albanie par les Grecs. Il est délimité par la mer Caspienne à l'est, la région russe du Daghestan au nord, la Géorgie au nord-ouest, l'Arménie et la Turquie au sud-ouest et l'Iran au sud. L'Azerbaïdjan abrite des ethnies diverses, dont la majorité sont des Azéris, un groupe ethnique qui compte près de 10 millions d'habitants dans la République indépendante d'Azerbaïdjan.
Le patrimoine, la culture et la civilisation de cette région aujourd'hui connue comme le pays d'Azerbaïdjan ont des racines anciennes et modernes. On croit que les gens du pays moderne d'Azerbaïdjan sont les héritiers de diverses civilisations et peuples antiques, y compris les tribus indigènes d'Albanie du Caucase telles que Scythians et Alans, et l'arrivée plus tardive des Turcs Oghouz, entre autres (notez que plusieurs peuples modernes du Caucase peut retracer leurs ancêtres à plus d'un de ces mêmes peuples antiques).

## Albanie caucasienne
On pense que les Albaniens du Caucase sont les premiers habitants de la terre au-dessus de la rivière Aras aujourd'hui connue sous le nom d'Azerbaïdjan. Les premiers envahisseurs comprenaient les Scythes iraniens au IXe siècle avant notre ère. Le Caucase du Sud fut finalement entièrement assimilé et conquis par les Achéménides perses vers 550 avant notre ère. Le zoroastrisme était déjà répandu parmi les Mèdes dans les terres au-dessous et au-dessus de la rivière Aras, et bien avant que les Acheaménides assimilassent ces terres dans l'empire éventuel. Les Achéménides à leur tour ont été vaincus par Alexandre le Grand en 330 avant notre ère. Après le déclin des Séleucides en Perse en 247 avant notre ère et la succession des Parthes, les Albaniens caucasiens établirent un royaume au Ier siècle av. J.-C. et restèrent largement indépendants sous la domination des Parthes, jusqu'à ce que les Sassanides fassent du royaume une province en 252 EC. Le roi Urnayr, dirigeant du Caucase d'Albanie, a officiellement adopté le christianisme comme religion d'État au IVe siècle de notre ère, et l'Albanie resterait un état chrétien jusqu'au VIIIe siècle. Le contrôle des Sassanides a pris fin avec leur défaite par les Arabes musulmans en 642 CE, à travers la conquête musulmane de la Perse.

## Période islamique
Bien avant l'arrivée de l'Islam dans la région, la région au-dessus de la rivière Aras aujourd'hui connue sous le nom d'Azerbaïdjan, d'Arménie et de Géorgie, a été pendant des siècles sous la domination iranienne sassanide et avant cela sous la domination iranienne parthe. Les Arabes musulmans ont vaincu les Sassanides et les Byzantins alors qu'ils marchaient dans la région du Caucase. Les Arabes ont fait de l'Albanie du Caucase un État vassal après la capitulation de la résistance chrétienne dirigée par le prince Javanshir en 667. Entre le IXe et le Xe siècle, les auteurs arabes ont continué à désigner la région entre les rivières Koura et Aras comme Arran. Pendant ce temps, des Arabes de Bassora et de Koufa sont venus à Aran et ont saisi des terres abandonnées par les peuples autochtones ; les Arabes sont devenus une élite propriétaire des terres. Malgré des poches de résistance continue, la majorité des habitants de l'Azerbaïdjan se sont convertis à l'islam. Plus tard aux Xe et XIe siècles, les dynasties kurdes de Chaddadid et Rawadid ont régné des parties d'Aran.

### Seljougs et États successeurs
La période seldjoukide de l'histoire de l'Azerbaïdjan était peut-être encore plus cruciale que la conquête arabe car elle a contribué à façonner la nationalité ethnolinguistique des Turcs azerbaïdjanais modernes.
Après le déclin du Khalifat Abbasside, le territoire de l'Azerbaïdjan était sous l'emprise de nombreuses dynasties iraniennes telles que les Salarides, les Sajids, les Shaddadids, les Rawadids et les Buyids. Cependant au début du XIe siècle, le territoire a été progressivement saisi par des vagues de tribus Oghuz Turkic émanant de l'Asie centrale. La première de ces dynasties turques fut les Ghaznavides du nord de l'Afghanistan, qui prirent possession d'une partie de l'Azerbaïdjan en 1030. Ils furent suivis par les Seljougs, branche occidentale des Oghouz qui conquirent tout l'Iran et le Caucase et se dirigèrent vers l'Irak où ils renversé les Buyides à Bagdad en 1055.

### Les Chirvanchahs
Chirvanchah ou Charvanchah, était le titre dans les temps islamiques médiévaux du peuple azerbaïdjanais. Le Chirvanchah a établi une dynastie qui a régné sur la région d'Aran (la République actuelle d'Azerbaïdjan) aussi bien que des parties du Daghestan et était des dirigeants de Chirvan, une région historique dans la République azerbaïdjanaise actuelle. Les Chirvanchah ont établi la plus longue dynastie islamique dans le monde islamique.

### Safavides et la montée de l'islam chiite

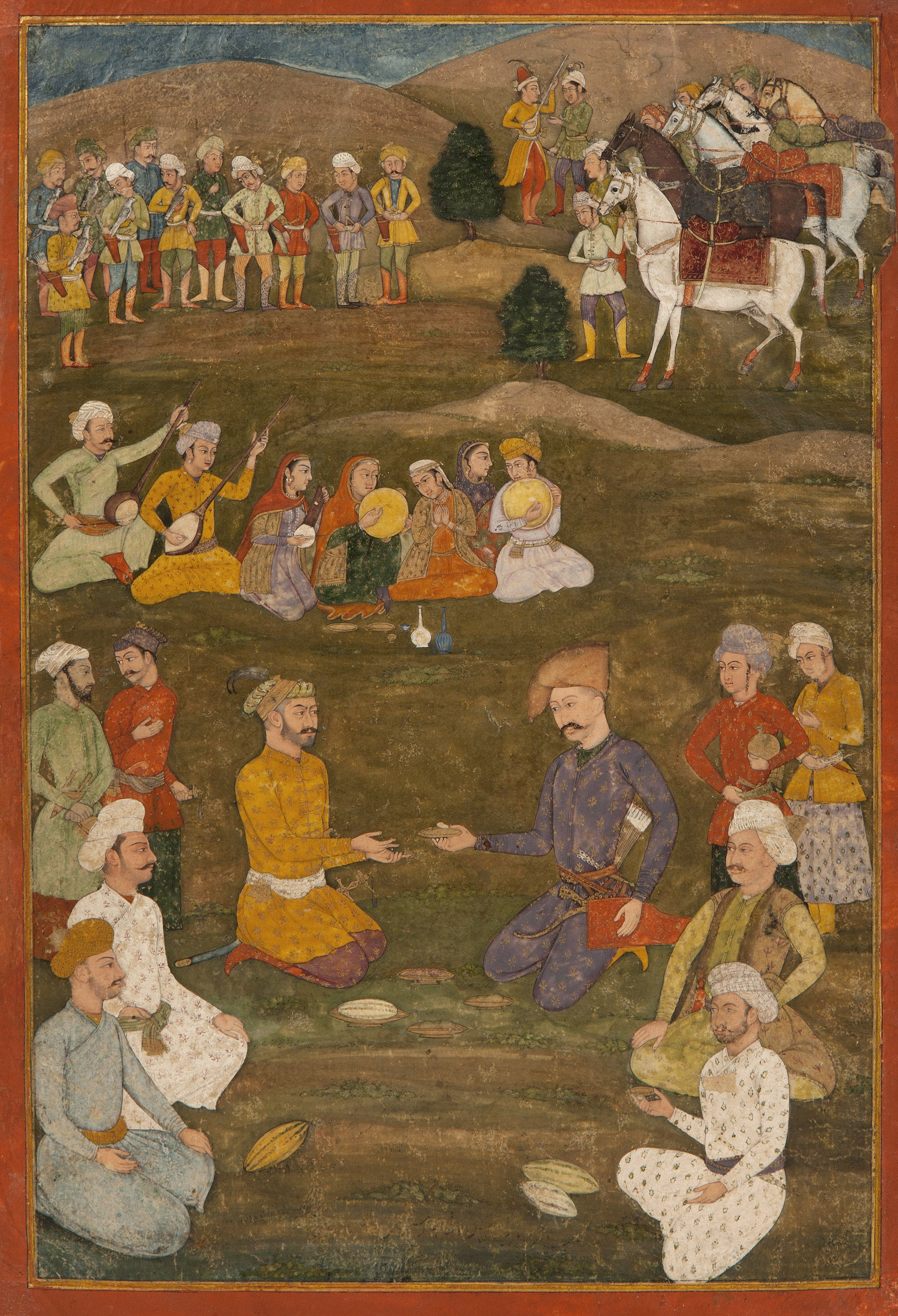
Chakh Abbace

Les Safavides (Safaviyeh) étaient un ordre religieux soufi formé dans les années 1330 par Cheikh Safi-ad-din Ardabili (1252-1334), après quoi il a été nommé de façon éponyme.
Cet ordre soufi s'est ouvertement converti à la branche hétérodoxe de l'islam chiite à la fin du XVe siècle. Certains disciples safavides, notamment les Turcs Qizilbach, croyaient en la nature mystique et ésotérique de leurs dirigeants et de leurs relations avec la maison d'Ali, et étaient donc prédisposés avec zèle à se battre pour eux. Les souverains séfévides prétendaient descendre d'Ali lui-même et de sa femme Fatimah, fille du prophète Mahomet, à travers le septième Imam Musa al-Kazim. Les nombres de Qizilbach ont augmenté au XVIe siècle et leurs généraux ont pu mener une guerre réussie contre l'état d'Ak Koyunlu et capturer Tabriz.
Les Safavides, menés par Ismaïl Ier, étendirent leur base, saccageant Bakou en 1501 et persécutant les Chirvanchah.

### De la domination iranienne à la domination russe
La région d'Aran était sous les empires persans depuis des millénaires, la dernière étant la dynastie Qajar. Après sa défaite par la Russie impériale, Qajar a été contraint de signer le traité de Gulistan en 1813, qui a reconnu la perte du territoire d'Aran (aujourd'hui connu comme le pays de l'Azerbaïdjan), du Daghestan et de la Géorgie à la Russie. Les khanats locaux ont été abolis (comme à Bakou ou à Gandja) ou ont accepté le patronage russe. Une autre guerre russo-perse en 1826-28, en commençant par une perte pour les Russes, a finalement abouti à la défaite écrasante finale pour l'armée iranienne. Les Russes ont dicté un autre règlement final selon le traité de Turkmentchay, qui a abouti à ce que les Qajars de Perse cèdent officiellement tous leurs territoires caucasiens en 1828. Le traité a établi les frontières actuelles de la Russie tsariste et de l'Iran. et a divisé le peuple azerbaïdjanais entre deux nations ; Iran et Azerbaïdjan. Jusqu'en 1918, la région était encore connue sous le nom d'Aran, jusqu'à ce que le Mussavatis, rebaptisé la région en Azerbaïdjan, ressemble au nom historique de la province iranienne d'Azerbaïdjan. Dans les territoires contrôlés par la Russie, deux provinces ont été établies qui ont constitué plus tard la majeure partie de la province moderne de la République - Elisavetpol (Gandja) à l'ouest et de la province de Chamakha à l'est.

### Azerbaïdjan République démocratique
À l'effondrement de l'Empire russe en 1917, une république indépendante fut proclamée à Gandja le 28 mai 1918 à la suite d'une tentative avortée d'établir une République fédérale transcaucasienne avec l'Arménie et la Géorgie. C'était la première République démocratique établie dans le Monde islamique.
Parmi les réalisations importantes du Parlement figure l'extension du droit de vote aux femmes, faisant de l'Azerbaïdjan le premier État musulman du monde à accorder aux femmes des droits politiques égaux à ceux des hommes. Dans cette réalisation, l'Azerbaïdjan a précédé même des pays développés tels que le Royaume-Uni et les États-Unis. Une autre réalisation importante de l'ADR a été la création de l'université d'État de Bakou, première université de type moderne fondée en Azerbaïdjan.

## Architecture

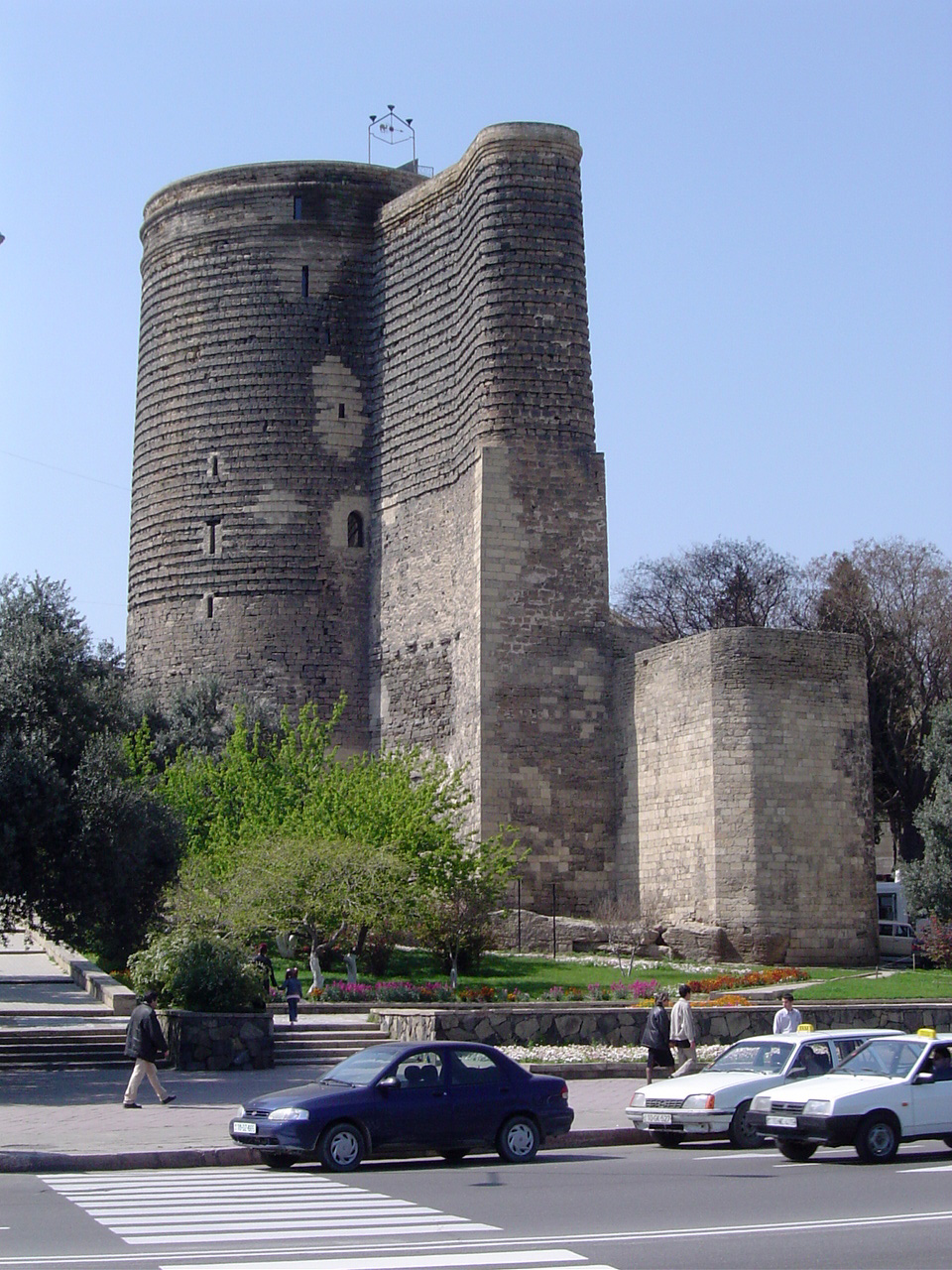
Tour de la Vierge

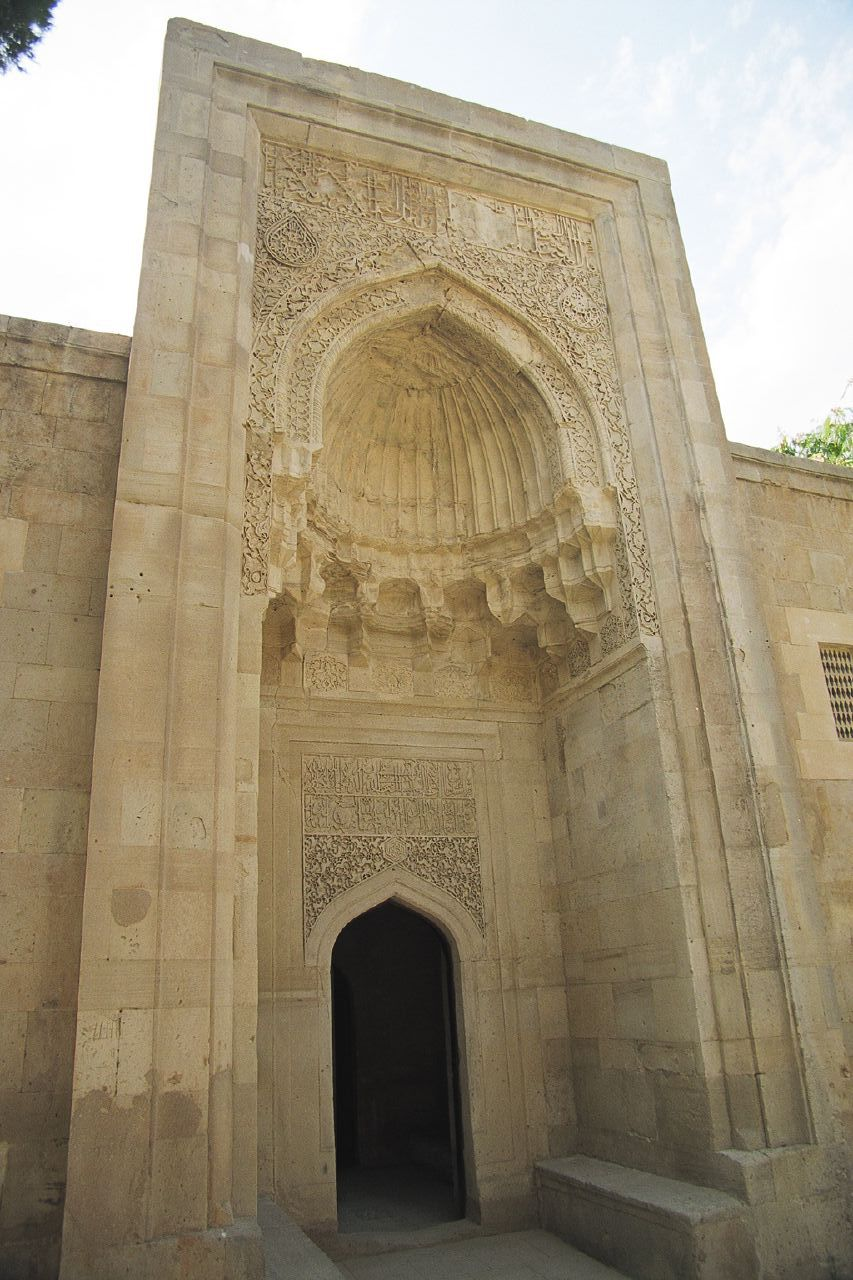
Palais des Chirvanchahs.

L'architecture dans le pays de l'Azerbaïdjan combine typiquement des éléments de l'est et de l'ouest. Beaucoup d'anciens trésors architecturaux tels que la tour de la Vierge et le palais des Chirvanchahs dans la ville fortifiée de Bakou sont une ancienne architecture iranienne, et survivent dans le pays moderne de l'Azerbaïdjan. Parmi les autres trésors architecturaux médiévaux reflétant les racines iraniennes de l'architecture dans la région figurent le palais des chahs de Chirvan à Bakou, le palais des Chaki Khans dans la ville de Chaki dans le centre-nord de l'Azerbaïdjan, le temple Sourakhany sur la péninsule d'Abşeron. de ponts enjambant la rivière Aras et plusieurs mausolées. Au XIXe et au début du XXe siècle, une petite architecture monumentale a été créée, mais des résidences distinctives ont été construites à Bakou et ailleurs. Parmi les monuments architecturaux les plus récents, les métros de Bakou sont connus pour leur décor somptueux.

### Développement auXIXesiècle
Les caractéristiques distinctives les plus caractéristiques de l'architecture de l'Azerbaïdjan au XIXe siècle étaient l'expansion des villes, l'application des principes de l'urbanisme russe et le développement des dispositions générales de Gandja, Chamakhi et Bakou.
La construction de bâtiments avancés, après la cession de l'Azerbaïdjan du Nord à la Russie, a eu une importance significative. De nouveaux bâtiments tels que des théâtres, des écoles, des hôpitaux et des maisons ont été construits au milieu du XIXe siècle. L'établissement et le développement continu des relations capitalistes ont produit un fort impact sur le développement architectural de l'Azerbaïdjan. Les particularités de l'architecture azerbaïdjanaise peuvent facilement être trouvées dans les bâtiments de Bakou qui ont été construits pendant la période de développement de l'industrie pétrolière aux XIXe et XXe siècles. Bakou devenait l'une des plus grandes villes de Russie.

### Développement auXXesiècle
La première étape du développement architectural en Azerbaïdjan pendant la période soviétique a été liée à la construction des colonies de travail de Binagadi, Rasulzade, Bakikhanov, Montin, Mammadyarov autour de Bakou. Les colonies de travail à Abşeron étaient les premiers exemples de la jeune architecture soviétique.
Un certain nombre d'écoles ont été construites à Bakou et dans d'autres villes d'Azerbaïdjan en 1933-1936. Des bâtiments à quatre étages, construits sur des projets de S. Dadachov et M. Useynov à Bakou et dans d'autres villes du pays, se distinguent par l'expressivité des solutions architecturales. Les formes classiques et les traditions d'architecture nationales sont typiques de ces projets.
La projection et la construction de la Neft Dachlari (Pierres à l'huile) - les colonies de piliers en acier en pleine mer - ont marqué le début d'une nouvelle ère dans l'architecture d'après-guerre. Le Neft Dachlari a été construit à la suite de la découverte de riches gisements de pétrole dans la mer Caspienne en 1949. Cette colonie extraordinaire comprend des maisons d'habitation, des objets culturels, des passages supérieurs, etc.
La nouvelle période de développement urbain et architectural de l'Azerbaïdjan a commencé en Azerbaïdjan dans les années 1960. Bakou, la capitale de la République d'Azerbaïdjan, est devenue une grande capitale pendant ces années. C'était aussi le temps de l'érection de magnifiques ensembles architecturaux et de bâtiments avancés, qui définissaient l'image de la ville.

## Langues et populations

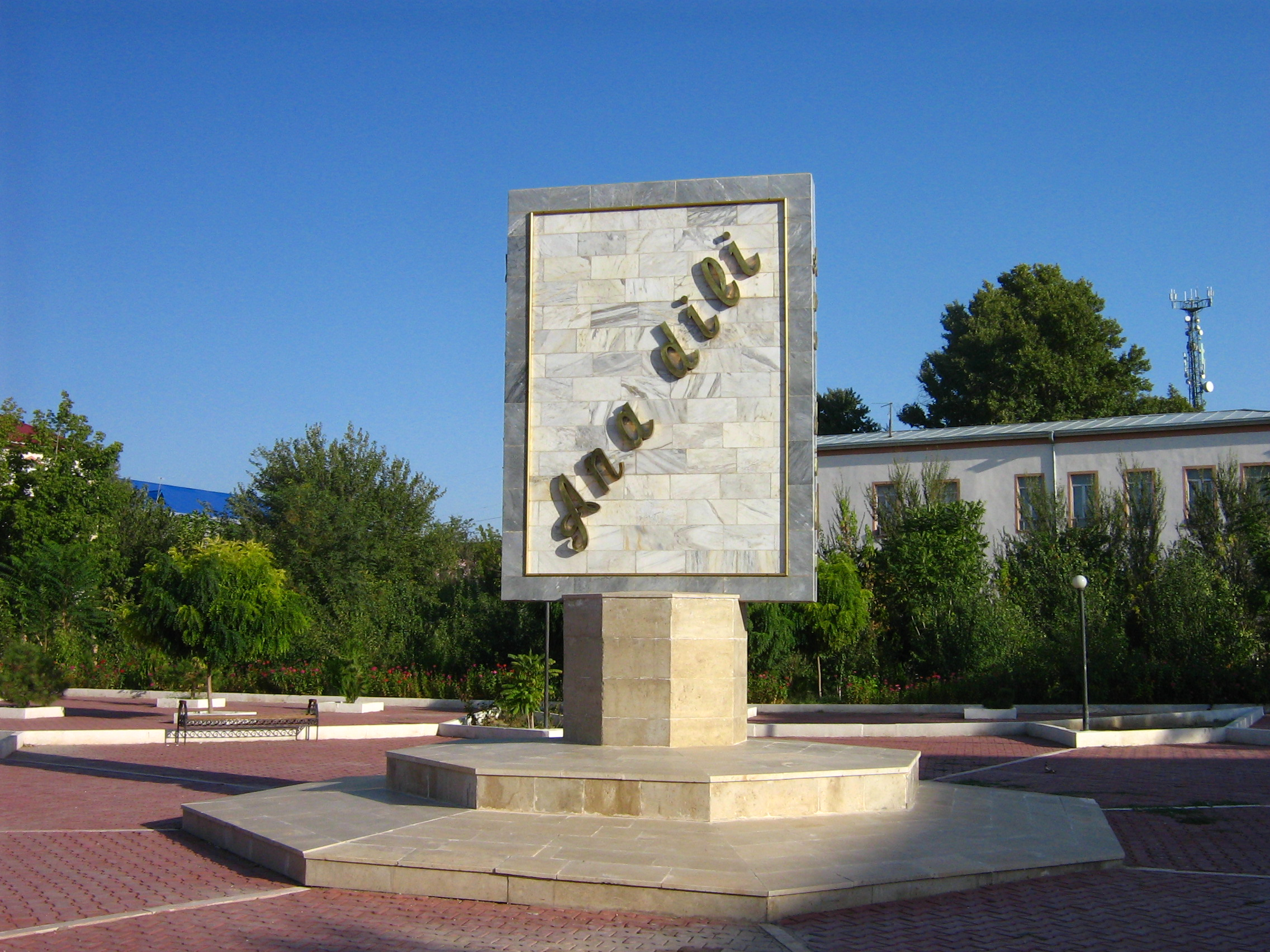
Monument pour la langue azérie en Nakhitchevan. Le mot Ana dili signifie « langue maternelle » en azéri.

Histoire, géographie et économie sont à l'origine d'une riche diversité culturelle.

### Langues
- Langues en Azerbaïdjan, Langues d'Azerbaïdjan
- Azéri (92 %), langue officielle
- Langues minoritaires (estimation 2010-2015)
  - (1-2 %) : Lezghien, Arménien, Russe, Talysh
  - (<1 %) : Avar, Turc, Tatar, Tat, Tsakhur, Ukrainien, Géorgien, Juhuri, Kurde ou Kurmandji, Kryz, Oudi, Khinalug, Budukh, Routoul, Jek (en) ou dzhek...
  - langues d'expatriation, dont russe, anglais...
- Langues dans les pays caucasiens, Langues caucasiennes, Langues indo-européennes
- Charte européenne des langues régionales ou minoritaires (signée en 1992)

#### Azéri
L'azéri, parfois appelé azerbaïdjanais (Azərbaycan dili ou azəri dili en azéri) ou azéri-turc, est une des langues turques, de la famille des langues altaïques.
Il est parlé dans le Caucase et le Moyen-Orient, principalement en Azerbaïdjan et en Iran. Le nombre total de locuteurs est évalué entre 25 et 35 millions, dont un peu plus de 9 millions en Azerbaïdjan et entre 15 et 20 millions en Iran.
L'azéri est une langue agglutinante et utilise fréquemment les affixes, en particulier les suffixes. Un mot peut avoir de nombreux affixes et ils peuvent être également utilisés pour créer de nouveaux mots. Les relations entre des mots se créent à l'aide des suffixes ajoutés à la fin des mots. Il est ainsi possible de créer un verbe depuis un nom, ou un nom depuis une base verbale (voir la section Formation des mots). La plupart des affixes indiquent la fonction grammaticale du mot. Il n'y a ni articles ni genres. L'azéri possède six cas : nominatif, génitif, datif, accusatif, locatif, ablatif.
Au cours de son histoire, il a emprunté de nombreux mots au persan (VIe siècle), en arabe (VIIe siècle), et au russe (XVIIIe – XXe siècles).
Aujourd'hui en Azerbaïdjan, l'alphabet azéri est fondé sur l'alphabet latin. L'azéri iranien utilise l'alphabet arabe. Quant à l'histoire de l'alphabet azeri, selon l'Institut des manuscrits d'Azerbaïdjan, avec la conquête du califat arabe au VIIe siècle, l'alphabet arabe s'implante en Azerbaïdjan et demeure le principal moyen d'écriture jusqu'en 1929. De 1929 (déjà à partir de 1923 l'alphabet latin s'utilisait parallèlement avec l'alphabet arabe) jusqu'à 1939, l'alphabet latin remplace l'alphabet arabe. À partir de 1939, l'alphabet cyrillique remplace l'alphabet latin en devenant l'alphabet officiel de l'Azerbaïdjan soviétique. Et enfin en 1991, avec l'indépendance de l'Azerbaïdjan, l'alphabet latin devient l'alphabet officiel du pays. Depuis 1991, l'alphabet azéri contient 32 lettres pour 33 sons, dont 23 consonnes et 9 voyelles.
- Ancien azéri

### Populations
- Groupes ethniques en Azerbaïdjan, Minorités ethniques en Azerbaïdjan
  - Azéris (90-92 %)
  - Arméniens (120 000), Kurdes, Lezghiens (180 000), Russes (110 000), Talysh (110 000)
  - Avars (50 000), Turcs (40 000), Tatars (25 000), Tats et Judéo-Tats (25 000), Ukrainiens (21 000), Tsakhours (12 000), Ingiloys (11 000)
  - Jeks (en) (9 900), Géorgiens (9 000), Juifs (9 000), Kurdes (6 000), Oudis (4 000), Kryts (en) (4 000), Khinalugs (2 000), Budukhs (en) (1 000), (Qizilbash), autres
  - Autres (9 000) : Polonais en Azerbaïdjan (2 000), Allemands du Caucase, Grecs en Azerbaïdjan (en), Russes en Azerbaïdjan (en), Juifs des montagnes, Garachi (en) (2 000, Roms)
- Démographie de l'Azerbaïdjan
- Immigration en Azerbaïdjan
- Réfugiés en Azerbaïdjan
- Communauté azerbaïdjanaise du Haut-Karabakh (en)
- Diaspora azerbaïdjanaise[7],[8], Comité d’État pour le Travail avec la Diaspora

## Traditions

### Religion
Environ 93 % de la population azerbaïdjanaise est musulmane, et environ 5 % de la population adhère à l'Église orthodoxe russe. Dans la majorité musulmane, l'observance religieuse est relativement faible et l'identité musulmane tend à être davantage basée sur la culture et l'ethnicité que sur la religion. La population musulmane est composée à environ 70 % de chiites et à 30 % de sunnites ; les différences n'ont traditionnellement pas été définies.
Il y a assez de communautés chrétiennes et musulmanes expatriées dans la capitale de Bakou ; les autorités permettent généralement à ces groupes d'adorer librement.
- Religion en Azerbaïdjan, Religion en Azerbaïdjan (rubriques)
  - Islam en Azerbaïdjan (en) (93-97 %), sunnisme (15 %), chiisme duodécimain (85 %)
    - Protestations du hijab en Azerbaïdjan (en)
    - Allahshukur Pashazadeh
    - Pir Khidir Zinda

  - Christianisme en Azerbaïdjan (2-4 %, 300 000), Moloques
    - Orthodoxie en Azerbaïdjan, Église russe orthodoxe en Azerbaïdjan (en), Catholicossat-Patriarcat de toute la Géorgie, Patriarcat de Moscou et de toute la Russie
    - Protestantismes (7 000)
    - Église catholique en Azerbaïdjan (en) (400)

  - Judaïsme (30 000), Histoire des Juifs en Azerbaïdjan, Qırmızı Qəsəbə
  - Zoroastrianisme en Azerbaïjan (en)
  - Hindouisme en Azerbaïdjan
  - Foi Bahá'í Faith en Azerbaïdjan (en)
  - Irreligion en Azerbaïdjan (en) (<3 %)
- Liberté de religion en Azerbaïdjan
- Religions pré-abrahamiques d'Azerbaïdjan (en)

#### Islam
Après l'effondrement de l'Union soviétique, toutes les organisations religieuses sont tombées en dépression et se sont divisées en plusieurs parties tandis que l'Organisation religieuse de Transcaucasie, dirigée par l'akhund Allanchukur Pachazade, a réélu le sheykhulislam en 1980 et a tenté d'étendre son influence à tout le Caucase. nom du département des musulmans du Caucase. Les mesures de mise en œuvre de ces tentatives ont été prises lors de la dixième session des musulmans du Caucase tenue à Bakou en 1998. L'ouverture des représentations de la CMD en Géorgie et au Daghestan a été l'une des étapes importantes dans ce domaine.

#### Christianisme
L'orthodoxie est actuellement représentée en Azerbaïdjan par les Églises orthodoxes russes et géorgiennes. Les Églises orthodoxes russes sont regroupées dans l'éparchie de Bakou et dans la région de la mer Caspienne.
L'Église catholique romaine en Azerbaïdjan fait partie de l'Église catholique romaine mondiale, sous la direction spirituelle du pape à Rome. C'est l'un des pays les moins catholiques du monde quant au nombre d'adhérents avec seulement 400 fidèles sur une population totale de plus de sept millions. Environ la moitié de la congrégation se compose d'étrangers qui travaillent comme diplomates ou travaillent pour des compagnies pétrolières.

#### Judaïsme
Il subsiste trois communautés distinctes de juifs (juifs montagnards, juifs ashkénazes et juifs géorgiens) en Azerbaïdjan, qui totalisent près de 16 000 personnes. Parmi eux, 11 000 sont des juifs des montagnes, avec des concentrations de 6 000 à Bakou et 4 000 à Guba, 4 300 sont des juifs ashkénazes, dont la plupart vivent à Bakou et à Soumgayit, et 700 sont des juifs géorgiens.

#### Zoroastrisme

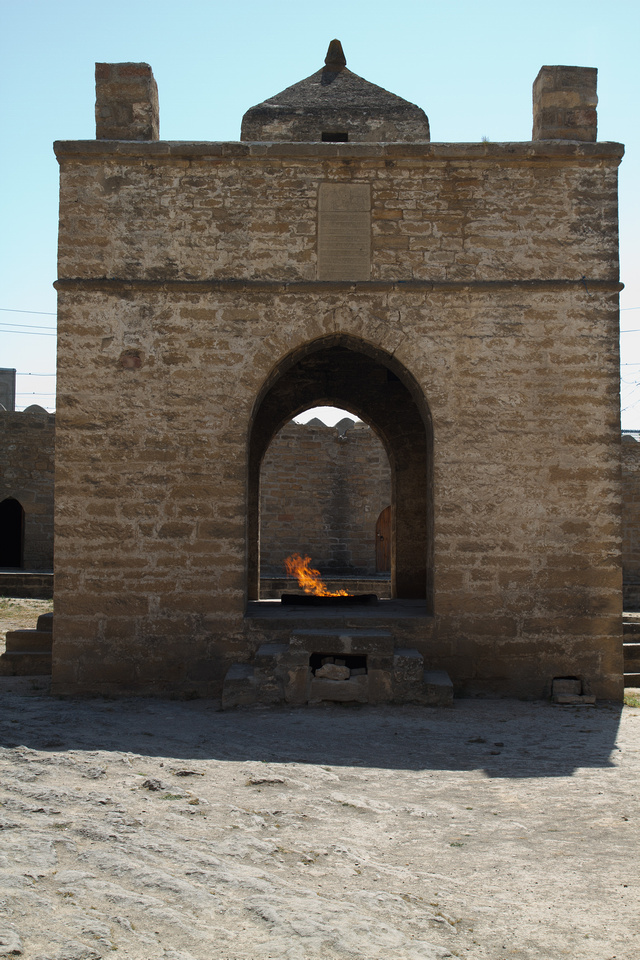
Atachgah

L'histoire du zoroastrisme en Azerbaïdjan remonte au premier millénaire avant notre ère. Avec les autres territoires de l'Empire perse, l'Azerbaïdjan est resté un état principalement zoroastrien jusqu'à l'invasion arabe au VIIe siècle. Le nom Azerbaïdjan signifie «Terre du feu éternel» en moyen-perse, un nom qui aurait un lien direct avec le zoroastrisme.
Aujourd'hui, la religion, la culture et les traditions du zoroastrisme restent hautement respectées en Azerbaïdjan et Novrouz reste la principale fête du pays. Le zoroastrisme a laissé une marque profonde dans l'histoire de l'Azerbaïdjan. Des traces de la religion sont encore visibles à Atachgah, Ramana, Khinalyg et Yanar Dag.

### Symboles
- Symboles nationaux de l'Azerbaïdjan
  - Armoiries de l'Azerbaïdjan
  - Drapeau de l'Azerbaïdjan
  - Azərbaycan Respublikasının Dövlət Himni ou Marche azerbaïdjanaise, hymne national, Liste des hymnes nationaux
- Héros national de l'Azerbaïdjan
- Devise nationale : Odlar Yurdu (Le pays de feu) (non officiel)
- Emblème végétal : ?
- Emblème animal : Karabakh (cheval)
- Père de la Nation : Mémméd Émin Résulzadé (1884-1955)
- Figure allégorique nationale : ?
- Épopée nationale : Livre de Dede Korkut, Oghuz-nameh
- Poète national : Fuzûlî, Saiyid Imad-ad-din Nassimi, Samed Vurgun (1906-1956)
- Costume national : Vêtement traditionnel azerbaïdjanais
- Plat national : Dolma, Qutab (en)
- The Land of Fire (en), The Land of Tolerance

### Mythologie
- Mythologie azérie
  - Mythologie turque
  - Mythologie mongole
  - Mythologie persane

### Folklore
- Folklore azerbaïdjanais
- Contes azerbaïdjanais
- Vêtement traditionnel azerbaïdjanais : Arakhchin, Arkhalig, Kelaghayi, Papakha
- Yusif Vəzir Çəmənzəminli (1887-1943), folkloriste
- Thèmes : Apardi sellar Sarani, Bayati, Sonay, Takam, Tepegoz, Gulyabani, Meshe Adam
- Épopées :
  - Livre de Dede Korkut (700c)
  - Koroghlou, Koroghlu (opera)
  - Ashiq Qarib

### Croyances
- Contes et légendes azéri[10],[11],[12], Contes azerbaïdjanais
- Comptines[13],[14]
- Proverbes[15]

### Superstitions
- Superstitions[16]

### Pratiques
- Culture du Nagorno-Karabakh (en)

### Fêtes
Fêtes et jours fériés en Azerbaïdjan
- Norouz, Samani (cérémonie) (en)
- International Solidarity Day of Azerbaijanis (en)
- Festival de la grenade (Goytchay)

| Date            | Nom français                                      | Nom azéri                                 | Remarques |
| --------------- | ------------------------------------------------- | ----------------------------------------- | --- |
| 1er janvier     | Jour de l'an                                      | Yeni İl Bayramı                           | Fête de la nouvelle année. |
| 8 mars          | Journée internationale des femmes                 | Beynəlxalq Qadınlar Günü                  | Journée consacrée aux droits des femmes. |
| 20 mars-21 mars | Norouz                                            | Novruz Bayramı                            | Fête de la nouvelle année qui marque le premier jour du printemps. |
| 9 mai           | Jour de la Victoire sur le fascisme               | Faşizm üzərində Qələbə Günü               | Acte de capitulation de l'Allemagne nazie est signé à Berlin à 0 h 28 le 9 mai 1945. |
| 28 mai          | Jour de la République                             | Respublika Günü                           | Anniversaire de la première république azerbaïdjanaise, la République démocratique d'Azerbaïdjan entre 1918 et 1920.                                                                                      |
| 15 juin         | Journée de Salut national                         | Milli Qurtuluş Günü                       | Heydar Aliyev retourné à la direction de la république et a été élu président de la République d'Azerbaïdjan, le 15 juin 1993.                                                                            |
| 26 juin         | Journée des Forces armées                         | Silahlı Quvvələr Günü                     | Fête marquant la création de la première unité militaire régulière (qui a formé le fondement des premières forces armées azerbaïdjanaises) par la République démocratique d'Azerbaïdjan, le 26 juin 1918. |
| 18 octobre      | Jour de l'Indépendance nationale                  | Milli Müstəqilliyi Günü                   | Récupération de la souveraineté nationale en 1991. |
| 9 novembre      | Jour du drapeau national                          | Dövlət Bayrağı Günü                       | L'adoption du drapeau de l'Azerbaïdjan comme le drapeau national, le 9 novembre 1918. |
| 12 novembre     | Jour de la Constitution                           | Konstitusiya Günü                         | L'adoption de la Constitution de l'Azerbaïdjan, le 12 novembre 1995. |
| 17 novembre     | Journée de la renaissance nationale               | Milli Dirçəliş Günü                       | Commémoration des manifestations pour l'indépendance à Bakou en novembre et décembre de 1988. |
| 31 décembre     | Journée de solidarité des Azerbaïdjanais du Monde | Dünya Azərbaycanlılarının Həmrəyliyi Günü | Fête marquant l'unité symbolique et les relations de la nation azerie en Azerbaïdjan et dans la diaspora.                                                                                                 |

| Date hégire (lunaire) | Nom français                                  | Nom azéri       | Remarques                                                                 |
| --------------------- | --------------------------------------------- | --------------- | ------------------------------------------------------------------------- |
| 1er chawal            | Fête de la rupture du jeûne ou la petite fête | Ramazan Bayramı | Marque la fin du ramadan (deux jours fériés).                             |
| 10 dhou al-hijja      | La grande fête ou fête du sacrifice           | Qurban Bayramı  | Commémore le sacrifice du prophète Abraham (Ibrahim) (deux jours fériés). |

## Société
- Société azerbaïdjanaise (rubriques)
- Azéris, Azéris (rubriques)
- Liste de personnalités d'Azerbaïdjan (en)
- Société de culture persane (en)
- Coutumes et traditions en Azerbaïdjan (en)

### Groupes
- Syndicats en Azerbaïdjan (en)

### Famille
- Femmes en Azerbaïdjan
- Mariage traditionnel en Azerbaïdjan (en)
- Structure de la famille en Azerbaïdjan (en)

#### Éducation
- Éducation en Azerbaïdjan
- Liste des universités en Azerbaïdjan
  - Liste d'universités à Bakou (en)
- Histoire de l'université Khazar (en)

### Droit
- Droit azerbaïdjanais
- Droits de l'homme en Azerbaïdjan
- Droits LGBT en Azerbaïdjan
- Vory v zakone
- Mafia d'Azerbaïdjan (en)
- Trafic humain en Azerbaïdjan (en)

### État
- Histoire de l'Azerbaïdjan, Économie de l'Azerbaïdjan
- Politique en Azerbaïdjan
- Conseil turcique
- Culte de la personnalité d'Heydar Aliyev (en)
- Liste de massacres en Azerbaïdjan (en)
- Liste des guerres de l'Azerbaïdjan
- Massacres arméno-tatars (1905–07)
- Nationalisme azerbaïdjanais, Grand Azerbaïdjan
- Janvier Noir (1990, Bakou)
- Sur le site d'Amnesty International

## Arts de la table

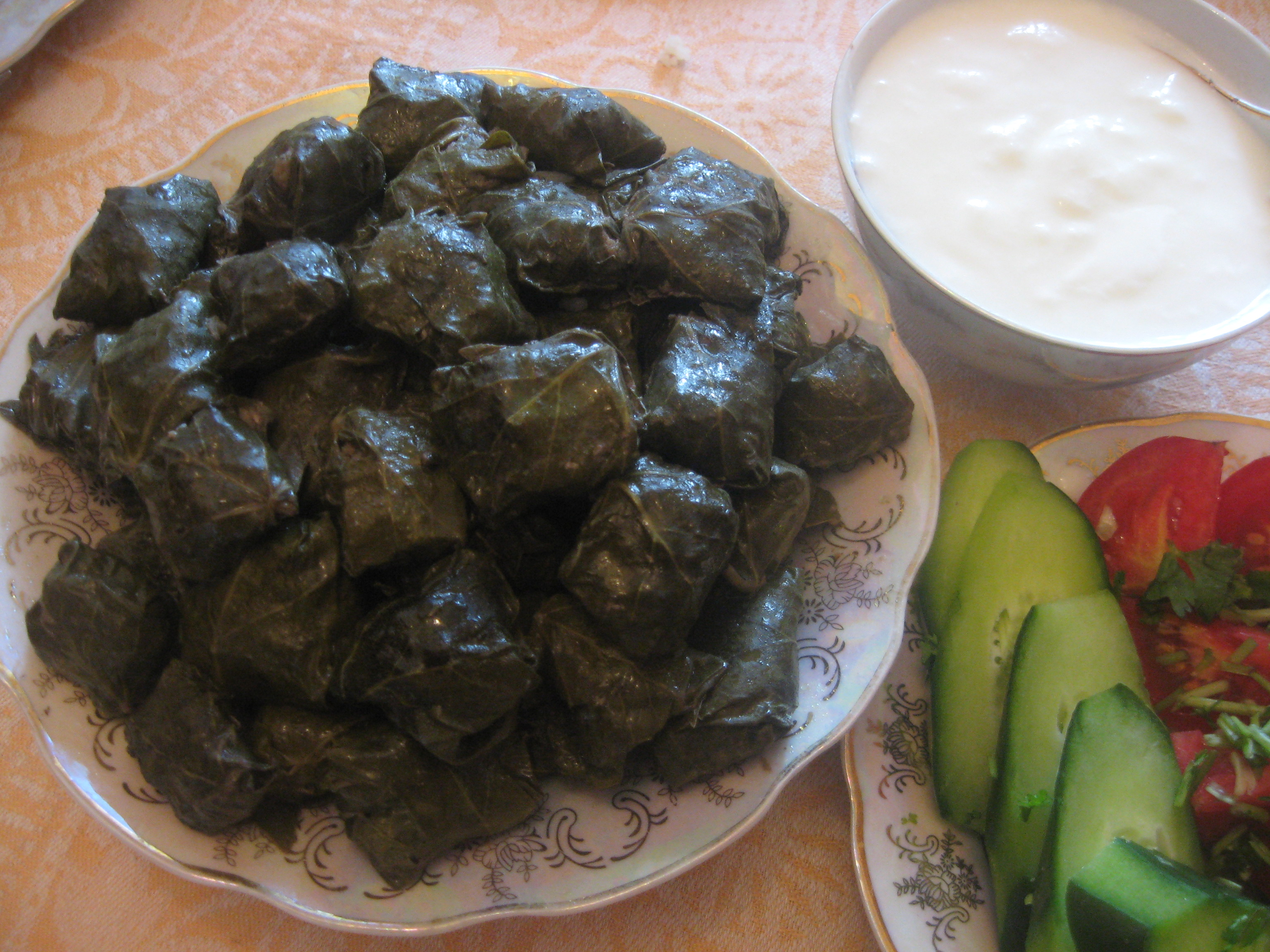
Dolma

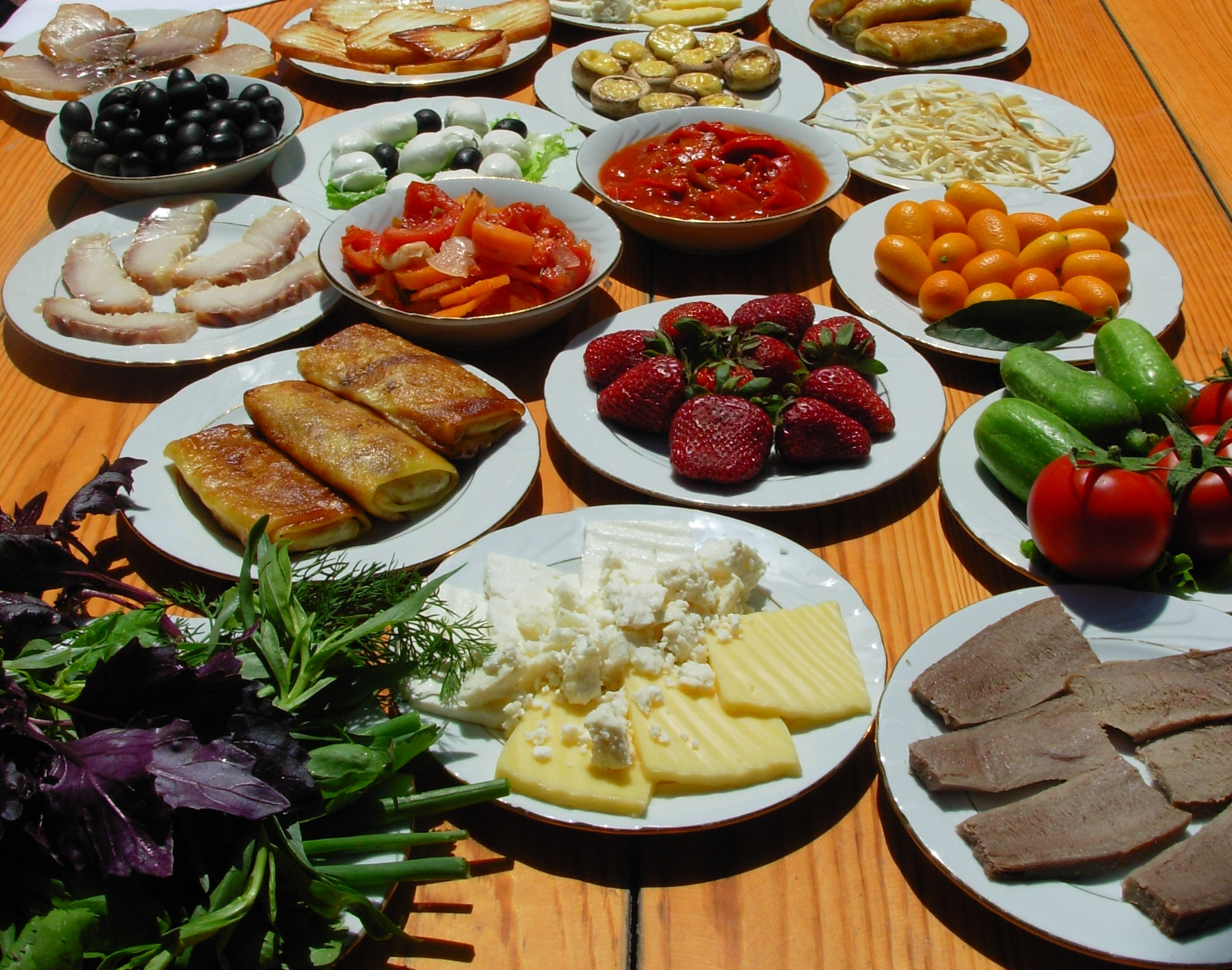
Snack azéri

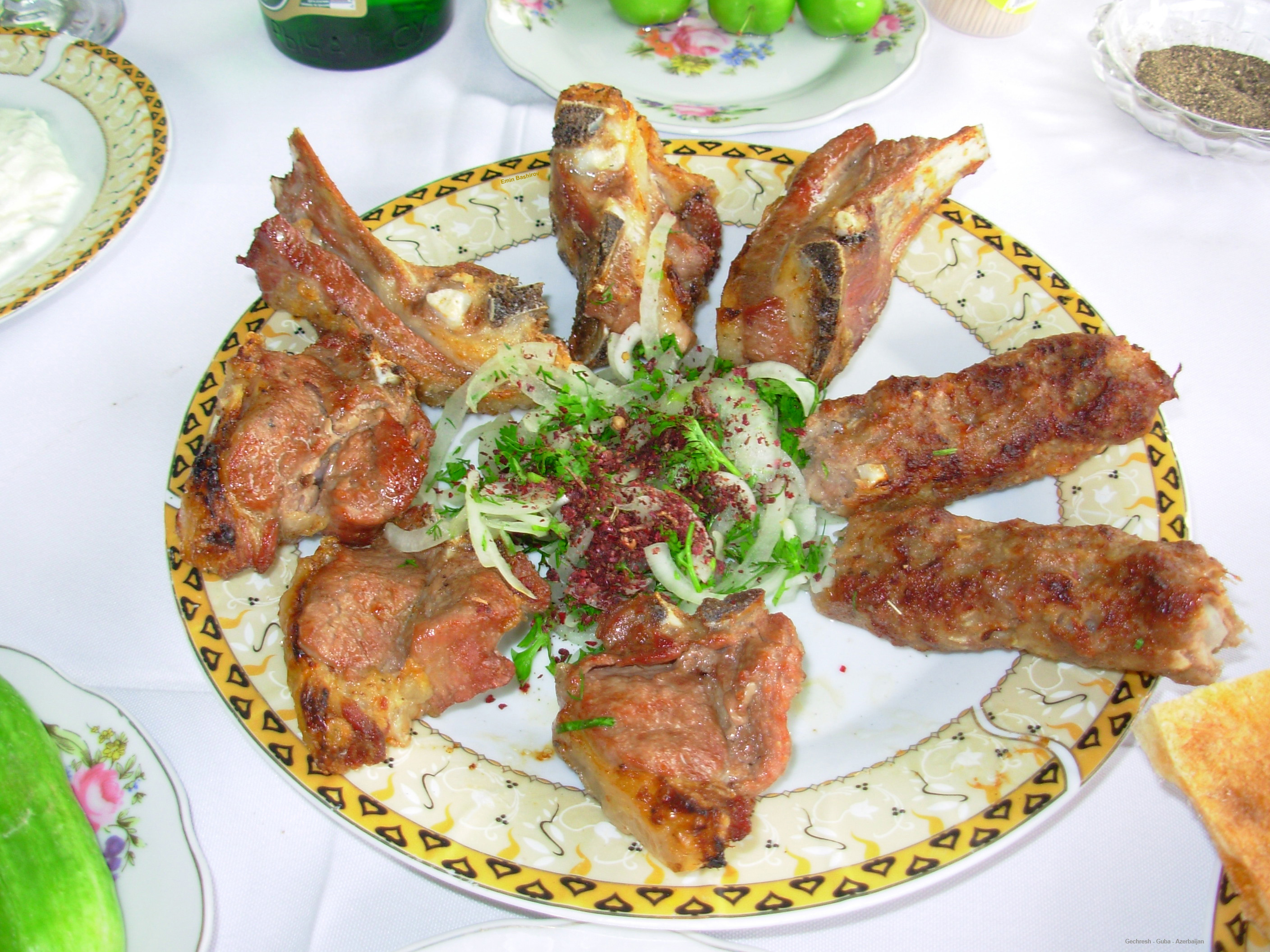
Kebab

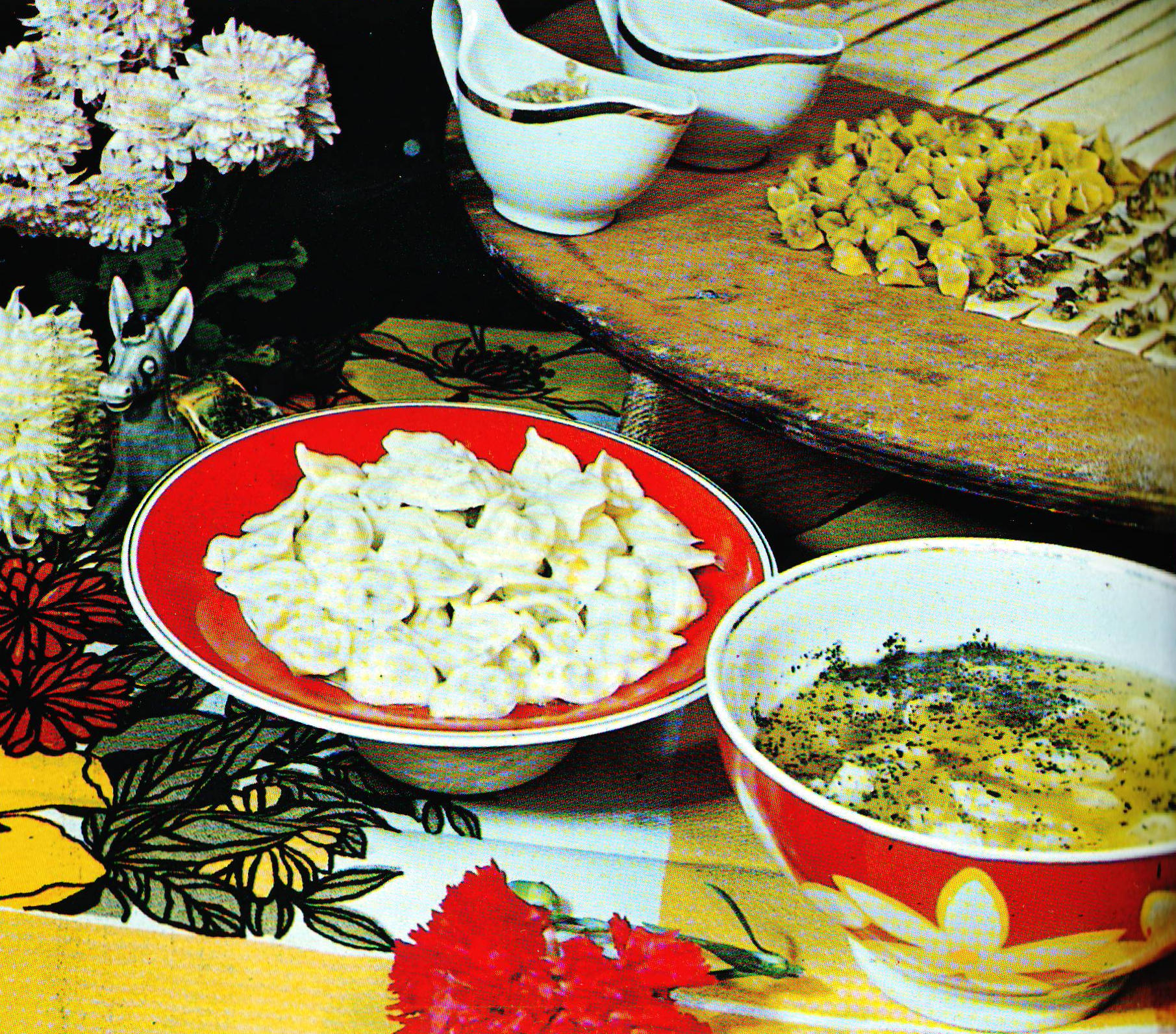
Doushbara

### Cuisine(s)
- Cuisine azerbaïdjanaise, Cuisine azerbaïdjanaise(rubriques)
- Liste de plats du Caucase (en)
- Sangak
- Caviar

La cuisine azerbaïdjanaise ne comprend pas que la préparation des repas, mais elle synthétise aussi la culture culinaire, son histoire, et ses habitudes. Le climat joue un rôle important dans la formation de la cuisine azerbaïdjanaise. La diversité du climat fait que la cuisine azerbaïdjanaise est très colorée et riche. Les notes des voyageurs étrangers visitant l'Azerbaïdjan, montrent que les gens cultivaient le blé, le riz, le sésame, la betterave, la vigne, les pommes, le tabac, le coton, le coing et produisaient de la viande (surtout ovine), du caviar et pratiquaient la pêche.
Les noms des repas nationaux trouvent leurs origines dans la technique de leurs préparations et rappellent les régions d'où ils viennent. Par exemple, le nom du dolma vient de deux mots : doldurmaq signifie « remplir » et dolamaq signifie « rouler ».
Dans la cuisine nationale azerbaïdjanaise la viande de bovins et de moutons est très utilisée. Les archives prouvent que d'antan la viande de cheval et de chameau étaient aussi utilisées. Les Azéris préfèrent la viande des animaux de montagne. On utilise aussi la graisse, les abats et les tripes des animaux dans la cuisine azerbaïdjanaise.
Grâce à la variété des fleuves et des rivières, la cuisine azerbaïdjanaise contient beaucoup de plats de poisson. Les goûts des poissons rôtis, farcis et les chachlik (brochettes) de poisson sont très appréciés.
Parmi les produits volaillers les œufs sont très utilisés dans la cuisine nationale. Les omelettes aux œufs (sebzi kuku), le poulet aux œufs (çığırtma) sont des mets courants très appréciés. Les Azéris aiment utiliser les produits laitiers dans leur cuisine : atlama, dovğa, doğramac, ayranaşı.
Différentes sortes de pain comme lavach, yukha, sengah, khamrali, tendir coreyi, décorent les tables azerbaïdjanaises.
Les pâtes occupent une place importante dans la cuisine azerbaïdjanaise. Dans la cuisine azerbaïdjanaise les repas préparés avec la farine comme duchbéré, gurzé, horra, khechile, khengel, etc., sont plutôt mangés en hiver.
Les pâtisseries sont omniprésentes dans la cuisine azerbaïdjanaise. Autrefois, les paysans cultivaient les betteraves sucrières, ils produisaient du miel et ils l'utilisaient dans leur cuisine. Les Azéris sont fiers de leurs baklavas, chekerbouras, halvas, etc. Les différentes confitures sont apparues grâce à la production locale du sucre. La production de sucre raffiné en Azerbaïdjan a commencé au Xe siècle. Les confitures de coings, de cornouilles, de raisins, de figue, de noix et autres fruits sont souvent servies avec du thé. Les sorbets préparés avec des fruits et du sucre sont servis avec des pilafs.

### Boisson(s)
Autrefois, les Azéris préparaient une boisson appelée buzé, apparentée à la bière.
Le thé (noir) a une place très importante dans la vie quotidienne azerbaïdjanaise.
Les vodkas (araq en azéri), faites à base de cornouilles et de mûres, sont surtout utilisées comme traitement de certaines maladies.
- Ayran
- Sharbat[18], boisson fraîche sucrée, à base de jus de fruits
- Bière en Azerbaïdjan (en)
- Thé en Azerbaïdjan
- Viticulture en Azerbaïdjan
- Marques locales d'eau :

| Marque        | Origine               | Zone d'origine |
| ------------- | --------------------- | -------------- |
| Badamlı       | Badamli, Nakhitchevan |                |
| Sirab         | Sirab, Nakhitchevan   |                |
| Şollar        | Şollar vilage         | Nord-est       |
| Qax (ou Kakh) | Qakh district         | Nord           |

## Santé
- Santé en Azerbaïdjan (à créer), Azerbaïdjan (rubriques)
- Médecine en Azerbaïdjan
- Avortement en Azerbaïdjan
- Médecine traditionnelle, Aromathérapie
- (Avicenne, Qanûn)
- Université de médecine d'Azerbaïdjan
- Croissant-Rouge azerbaïdjanais

### Sports traditionnels
La lutte, le tir à l'arc, l'escrime, l'équitation, et le javelot faisaient partie des sports traditionnels de l'Azerbaïdjan,.
La lutte libre a été traditionnellement considérée comme le sport national de l'Azerbaïdjan : Gulech, Varzesh-e Pahlavani, ce qui inclut également gymnastique et culturisme.
Les textes les plus anciens font référence à des compétitions de chovgan, une discipline équestre proche du polo, et pratiquée dès le Ier millénaire av. J.-C. en Azerbaïdjan, en Asie centrale, en Iran, en Turquie et en Irak. Ce sport était le plus noble de toute une série d'épreuves physiques par lesquelles les hommes devaient prouver leur excellence.
Aujourd'hui, les sports les plus populaires, en tout cas pour les spectateurs, sont le football et les échecs,.
- Jeux de l'Asie centrale, Jeux mondiaux nomades

### Sports contemporains

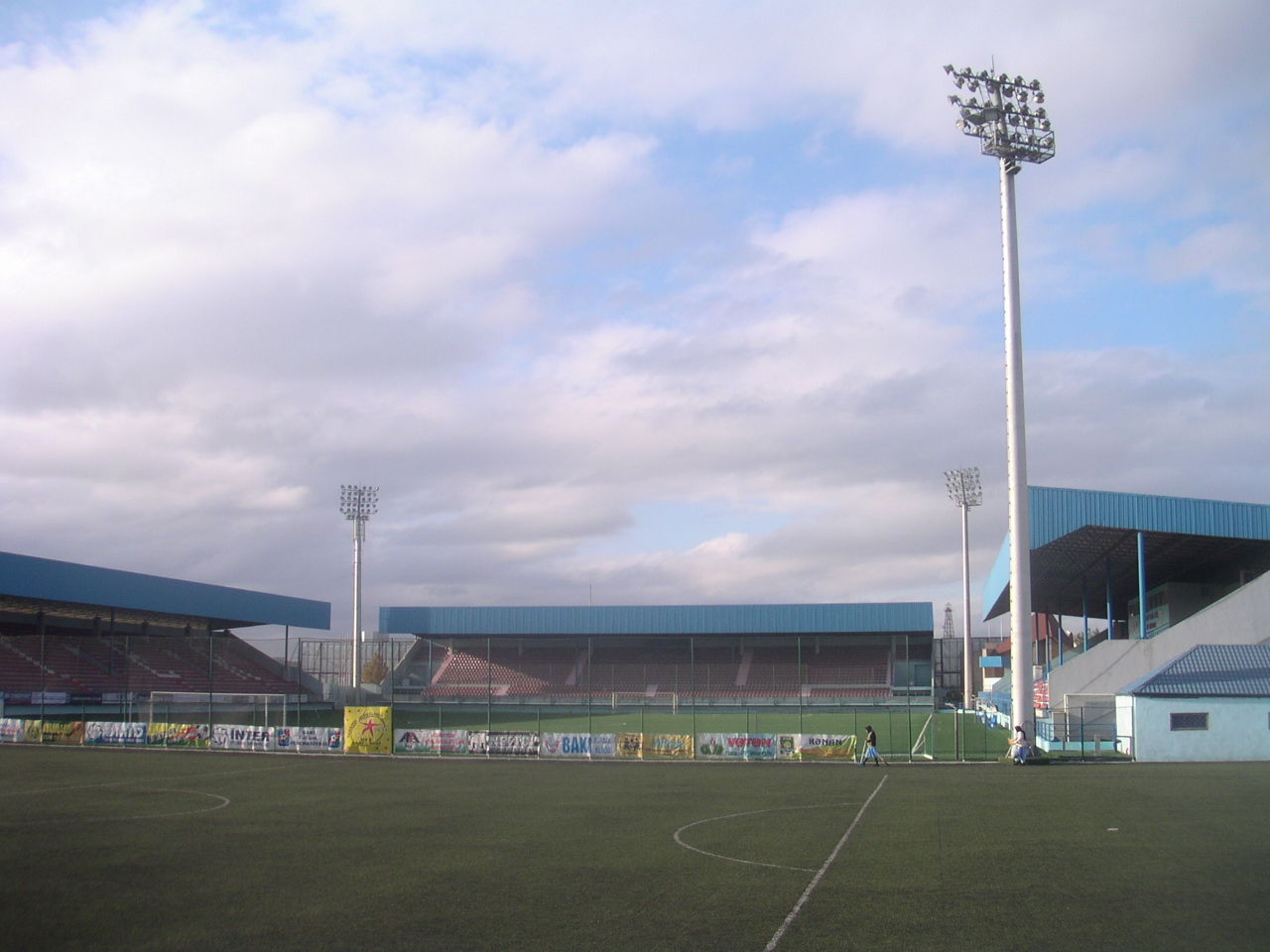
Stade de football de Shafa à Bakou.

- Sport en Azerbaïdjan, Sport en Azerbaïdjan (rubriques)
- Sport en Azerbaïdjan par discipline
  - Athlétisme, Gymnastique rythmique
  - Football, Volleyball, Futsal, Rugby
  - Tennis
  - Sports d'hiver
  - Sports motorisés (moto, auto)
- Azerbaïdjan aux Jeux olympiques
- Azerbaïdjan aux Jeux paralympiques

Les sports en Azerbaïdjan couvrent un grand nombre de disciplines. Les sports traditionnels en Azerbaïdjan a des racines anciennes, et même maintenant, les deux sports traditionnels et modernes sont tout aussi populaires.
Le pays participe à toutes les compétitions sportives internationales organisées à travers le globe et dispose des sportifs et sportives de haut niveau dans toutes les catégories de sport. Ainsi elle a mûri depuis son indépendance en 1991 et dispose de multiples champions et organise des compétitions internationales, comme la lutte, la boxe, l'haltérophilie, l'athlétisme, la gymnastique artistique, la gymnastique rythmique, l'escrime, l'aviron, le tir, la natation, le judo, le karaté, le taekwondo, le football, le basketball, le tennis, le handball, le volley-ball, le rugby, le ski, etc.

### Arts martiaux
- Liste des arts martiaux et sports de combat, Turan Do, Joriyo Kung Fu

La lutte libre a été traditionnellement considérée comme le sport national de l'Azerbaïdjan : Gulech, Varzesh-e Pahlavani, ce qui inclut également gymnastique et culturisme.

### Autres
- Backgammon
- Échecs en Azerbaïdjan (échecs), Tournoi d'échecs de Şəmkir

## Média
- Média d'Azerbaïdjan (en)
- Journalistes azerbaïdjanais
- Liberté des médias en Azerbaïdjan (en)
- Télécommunications en Azerbaïdjan (en)

### Presse
- Histoire de la presse en Azerbaïdjan (en)
- Liste de journaux en Azerbaïdjan
- Magazines : Azerbaijan International (en), Azerbaijan Today (en), Molla Nasreddine
- Revue de presse hebdomadaire par l'Ambassade de France[25]

### Radio
- Radio en Azerbaïdjan

### Télévision
- Télévision en Azerbaïdjan

### Internet (.az)
- Internet en Azerbaïdjan (en)
- Europe-Persia Express Gateway

- Presse en ligne[26],[27]
- Blogueurs[28]
  - Fuad Alakbarov, Arzu Geybullaïeva, Adnan Hajizadeh (en), Elnur Majidli (en), Emin Milli (en)
- Bakou Francophones

### Journalisme
En 1875 Akintchi (Əkinçi / اکينچی) (Le Laboureur) est devenu le premier journal azéri à être publié dans l'Empire russe. Il a été lancé par Hasan bey Zardabi, journaliste et défenseur de l'éducation. À partir des années 1830, plusieurs journaux furent publiés en Iran sous le règne de la dynastie Qajar parlant l'azéri, mais on ignore si l'un de ces journaux a été écrit en azéri.
La censure gouvernementale et l'autocensure sont des pratiques courantes en République d'Azerbaïdjan et en Iran. Le journalisme azéri en Iran est de portée très limitée et se compose de quelques chaînes de télévision et de radio, mais les journaux iraniens ne sont publiés qu'en persan et non dans les langues minoritaires du pays (dont l'azéri est le plus parlé). En République d'Azerbaïdjan, un grand nombre de journalistes, de blogueurs, d'avocats et de militants des droits de l'homme azerbaïdjanais ont été arrêtés et emprisonnés pour avoir critiqué le président Aliyev et les autorités gouvernementales.

## Littérature

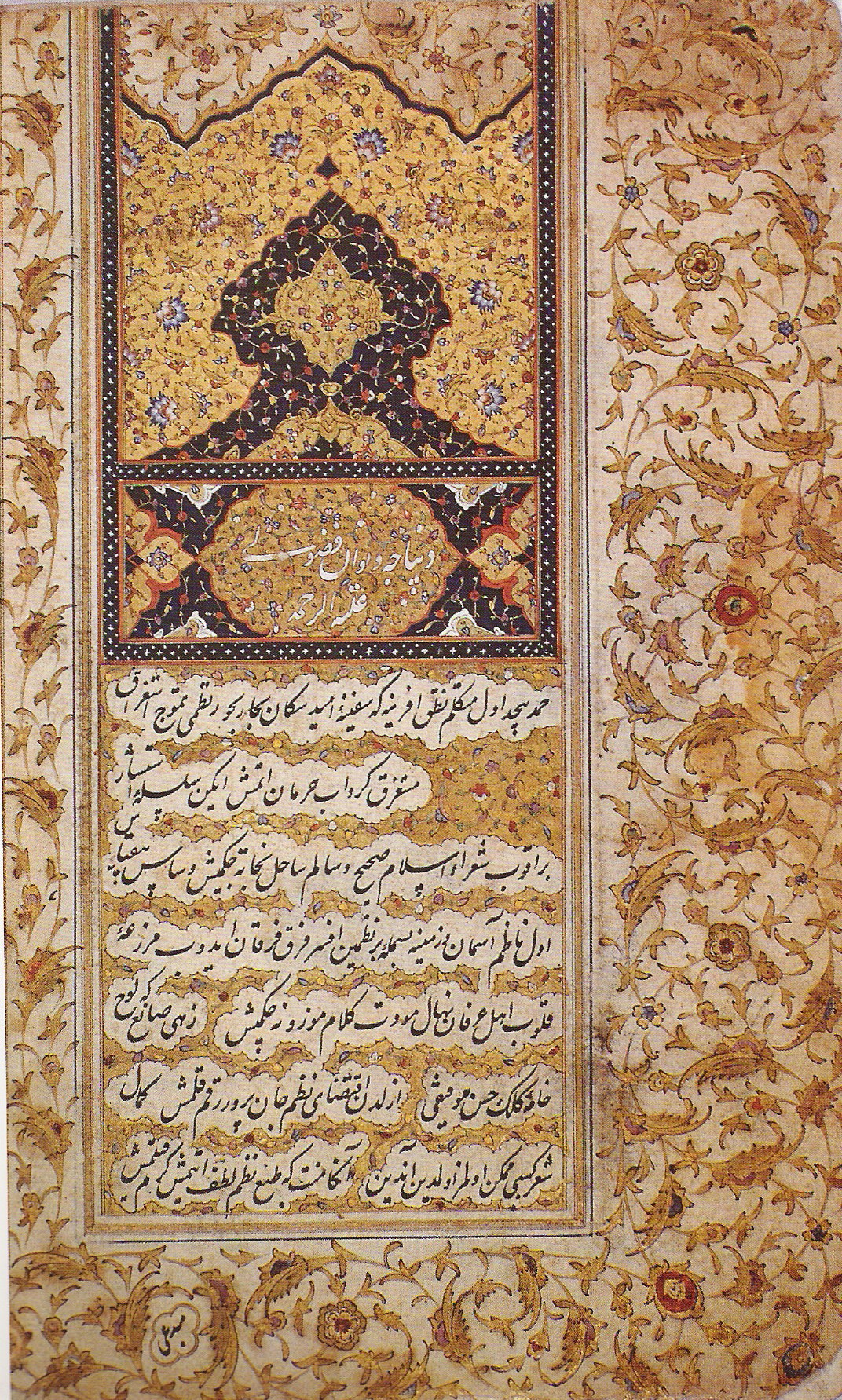
Une page de Dîvân-ı Fuzûlî, un recueil de poème du XVIe siècle du poète ottoman azéri Fuzûlî.

- Littérature azerbaïdjanaise, Littérature azérie (rubriques)
- Ashik
- Ghazal
- Influence persane et soufie

La littérature azérie est constituée par l'ensemble des textes écrits et oraux composés en azéri. La langue azérie a été fortement influencée par le persan et l'arabe et a utilisé une variante de l'alphabet perso-arabe.
L'histoire de la littérature azérie s'étend sur une période de près de 1 500 ans, à partir de l'alphabet de l'Orkhon datant du VIe siècle et originaire de Mongolie actuelle. À la suite de cette période, entre le VIIIe et le Xe siècle, les peuples nomades turcs de l'Asie centrale ont gardé une tradition orale des épopées, comme le Livre de Dede Korkut des Oghouzes (qui sont considérés comme les ancêtres des peuples turcs occidentaux modernes : Azéris, Turcs de Turquie, Turkmènes, Kachkaïs d'Iran, Turcs du Khorassan et Gagaouzes (Gök Oğuz : Oghouzes bleus ou célestes)) et l'Épopée de Manas des Kirghizes. Entre le VIe et le Xe siècle, les peuples turcs (et les Oghouzes, y compris les Azéris, à partir du VIIIe siècle), s'installer en Azerbaïdjan.
Avec la conquête de l'Azerbaïdjan par le califat arabe au VIIe siècle, les Azéris ont été convertis à l'islam. L'alphabet arabe a été adopté, et, en plus des traditions orales, s'est développée une tradition littéraire écrite proche du style arabe et de la littérature persane.
La littérature azérie est divisée dans l'époque classique entre le XIe et le XVIIIe siècle, et l'époque moderne à partir du XIXe siècle avec le commencement de l'influence européenne. Elle connaît au fil de son histoire plusieurs âges d'or et plusieurs courants littéraires L'époque classique est considérée comme l'âge d'or de la littérature azérie.
La littérature azérie est notamment renommée pour sa poésie, épique, historique, philosophique, amoureuse, et mystique. Les styles poétiques des diwan et ghazal et le genre poétique des bardes, l'ashik, sont les principaux genres littéraires florissantes.

### Auteurs
- Écrivains azéri, Écrivains azéri par genre
  - Nouvellistes azéri
  - Poètes azéri (10, 27)
  - Romanciers azéri (2)
  - Liste de dramaturges azerbaidjanais (en)

Une sélection de grands écrivains :
- Nizami (1140-1209)
- Qasem-e Anvar
- Fuzûlî (1483-1556)
- Ismaïl Ier (1487-1524)
- Qovsi Tabrizi
- Molla Vali Vidadi
- Molla Panah Vaguif
- Mahammad Hadi
- Mikhayil Mushfig
- Djafar Djabbarly
- Abdulla Shaig
- Huseyn Djavid
- Mirza Fatali Akhundov (1812-1878)
- Khurshidbanu Natavan (1832-1897)
- Mohammad Hossein Behjat Tabrizi (1906-1988)
- Akram Aylisli (1937-)
- Anar Rzayev (1938-)
- Rustam Ibragimbekov (1939-)
- Çingiz Abdullayev (1959-)

### Œuvres
- Livre de Dede Korkut (700c), Koroghlou
- Encyclopédie soviétique azerbaïdjanaise (1976-1987)
- Grandes épopées turques : Manas, Kojojash, Koroghlou

## Artisanats
- Arts appliqués, Arts décoratifs, Arts mineurs, Artisanat d'art, Artisan(s), Trésor humain vivant, Maître d'art
- Artisanats par pays

Les savoir-faire liés à l’artisanat traditionnel relèvent (pour partie) du patrimoine culturel immatériel de l'humanité. On parle désormais de trésor humain vivant.
Mais une grande partie des techniques artisanales ont régressé, ou disparu, dès le début de la colonisation, et plus encore avec la globalisation, sans qu'elles aient été suffisamment recensées et documentées.
Une partie des productions de l'artisanat ancien d'Azerbaïdjan se voit au musée de l'histoire d'Azerbaïdjan et dans les autres musées du pays.

### Textiles, cuir, papier
- Kelaghayi, art des foulards de soie
- Tapis azerbaïdjanais : Bakou, Gandja, Shirvan, Karabakh, Gazah, Tebriz, Abşeron, Guba...
  - Azerbaijani carpet weaving (en), Pictorial carpet (en), musée national du tapis (Bakou)
- Vêtement traditionnel azerbaïdjanais
  - Papakha, Bachlyk, Ouchanka
- Tissus
  - Paisley
  - Soieries (Shaki)[30], musée des arts mppliqués
  - Écharpes Kelayağı[31]
  - Azerbaijani fashion : Modèles azéris (en)
- Tannerie, maroquinerie[32]

### Bois, métaux
- Chauderonnerie[33]
- Cuivre martelé

### Poterie, céramique, faïence
- Poterie[34]
- Céramique
- Mosaïque

### Verrerie d'art
- Verrerie, vitrail (Sheki)[35]

### Joaillerie, bijouterie, orfèvrerie
- Bijouterie[36]

### Tapis azerbaïdjanais
Les tapis azerbaïdjanais sont un produit de l'Azerbaïdjan, un ancien centre de tissage de tapis. L'Azerbaïdjan a été depuis l'antiquité connue comme le centre d'une grande variété d'artisanat. Les fouilles archéologiques sur le territoire de l'Azerbaïdjan témoignent de l'agriculture bien développée, de l'élevage, de la métallurgie, de la poterie et de la céramique, et surtout du tissage de tapis qui remonte au IIe millénaire avant notre ère.
Les tapis azerbaïdjanais peuvent être classés en plusieurs grands groupes et en une multitude de sous-groupes. La véritable recherche scientifique du tapis azerbaïdjanais est liée au nom de Latif Kerimov, un éminent scientifique et artiste. C'était sa classification qui a relié les quatre grands groupes de tapis avec les quatre zones géographiques de l'Azerbaïdjan, c.-à-d. Gouba-Chirvan, Gandja-Kazakh, Karabagh et Tabriz.

#### Tapis de Bakou
Les tapis de Bakou sont marqués pour leur douceur accrue du matériel et les couleurs intenses, aussi bien que le goût artistique excellent et la décoration exquise. Cette école a environ 10 compositions. Les sources historiques et les inscriptions sur les tapis témoignent du fait que la fabrication de tapis était largement répandue dans ces villages et que les tapis étaient exportés à l'extérieur du pays. La composition du tapis comprend souvent des médaillons. Ils sont remplis de divers motifs, le plus souvent par des images stylisées de plantes, qui ont perdu leur ressemblance avec l'objet original après leur géométrisation.

#### Tapis de Gandja
Les tapis de Gandja sont remarquables par la particularité de leurs compositions et motifs ornementaux. Les tapis Gandja comprennent un nombre relativement faible de compositions de tapis, au total entre 8 et 20 motifs. Les tapis kazakhs couvrent environ 16 compositions aux motifs variés. Le kazakh, qui est situé au nord-ouest de l'Azerbaïdjan, est la région de production de tapis la plus célèbre et représente également les groupes de tapis Gazakh et Bortchaly. Les tapis kazakhs ont un motif ornemental géométrique, la composition n'est pas très complexe et met l'accent sur une présentation schématique des motifs géométriques, des plantes et des animaux. Le décor ornemental des tapis Gandja est riche et diversifié, avec un accent sur les motifs géométriques ainsi que la présentation schématique des plantes et des animaux.

#### Tapis du Karabagh

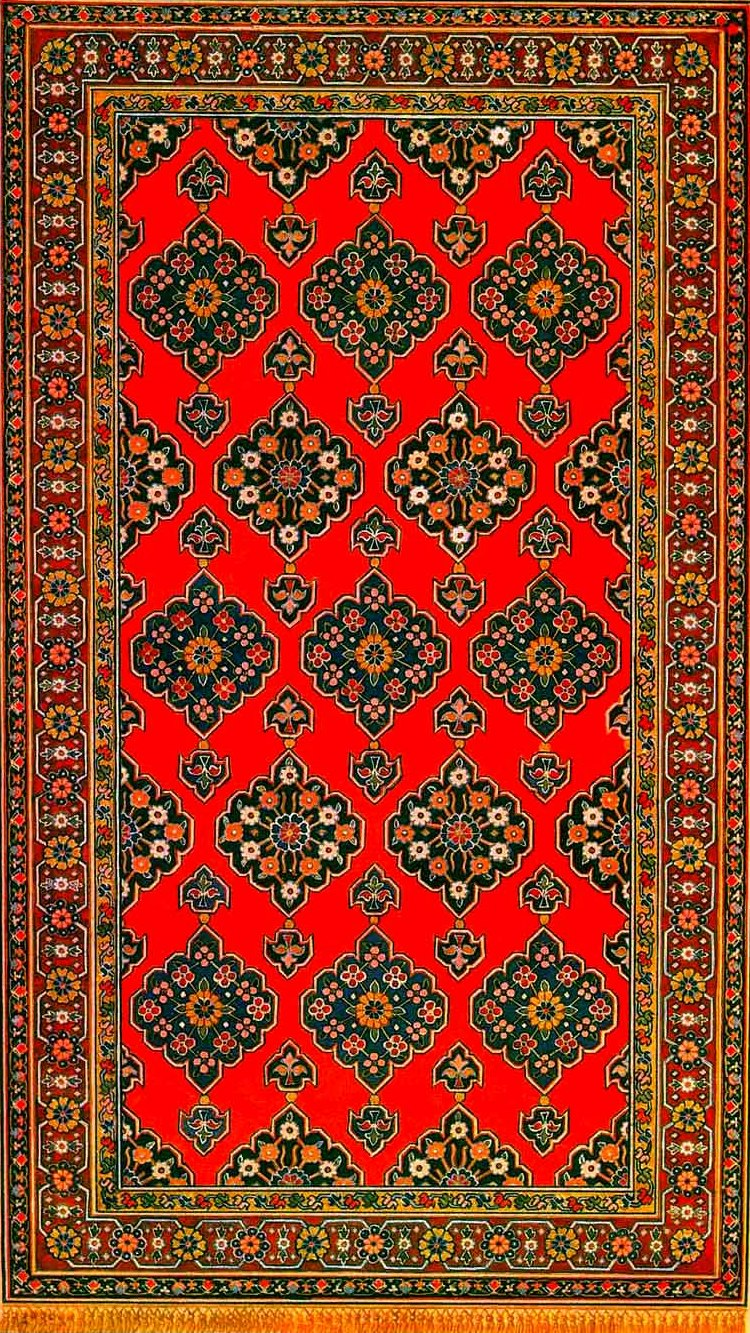
Tapis de Karabagh

Le tapis du Karabagh est l'un des cinq principaux groupes régionaux de tapis fabriqués en Azerbaïdjan d'après la région du Karabagh, qui comprend le Haut-Karabagh actuel et les territoires de plaine adjacents («Karabagh des plaines»).
Les tapis du Karabagh comptent 33 compositions. En raison des spécificités de la laine de mouton locale, les tapis du Karabagh sont caractérisés par des tas épais, hauts et moelleux. Ces tapis sont marqués pour leurs couleurs vives et joyeuses. Ils sont divisés en quatre groupes: sans médaillons, avec médaillons, namazlyk et tapis de sujet. Dans la partie montagneuse du Karabagh, les tapis ont été fabriqués à Malybeili, Muradkhanly, Dachboulakh, Jabrail, Goradis et beaucoup d'autres villages.

#### Tapis de Chirvan
Chirvan est l'une des plus anciennes régions historiques d'Azerbaïdjan. La fabrication de tapis de différents types est un métier répandu avec les indigènes établis et nomades. L'école de Shirvan représente les tapis fabriqués dans les villes et villages suivants de la région de Chirvan : Chamakhi, Maraza, Akhsu, Kurdamir. L'école compte 25 compositions. Les tapis Salyan, avec des caractéristiques artistiques et techniques similaires, appartiennent également à cette école. Les tapis de Shirvan sont caractérisés par un design complexe, qui représente de nombreux artefacts de la vie quotidienne, des oiseaux et des personnes.

## Arts visuels

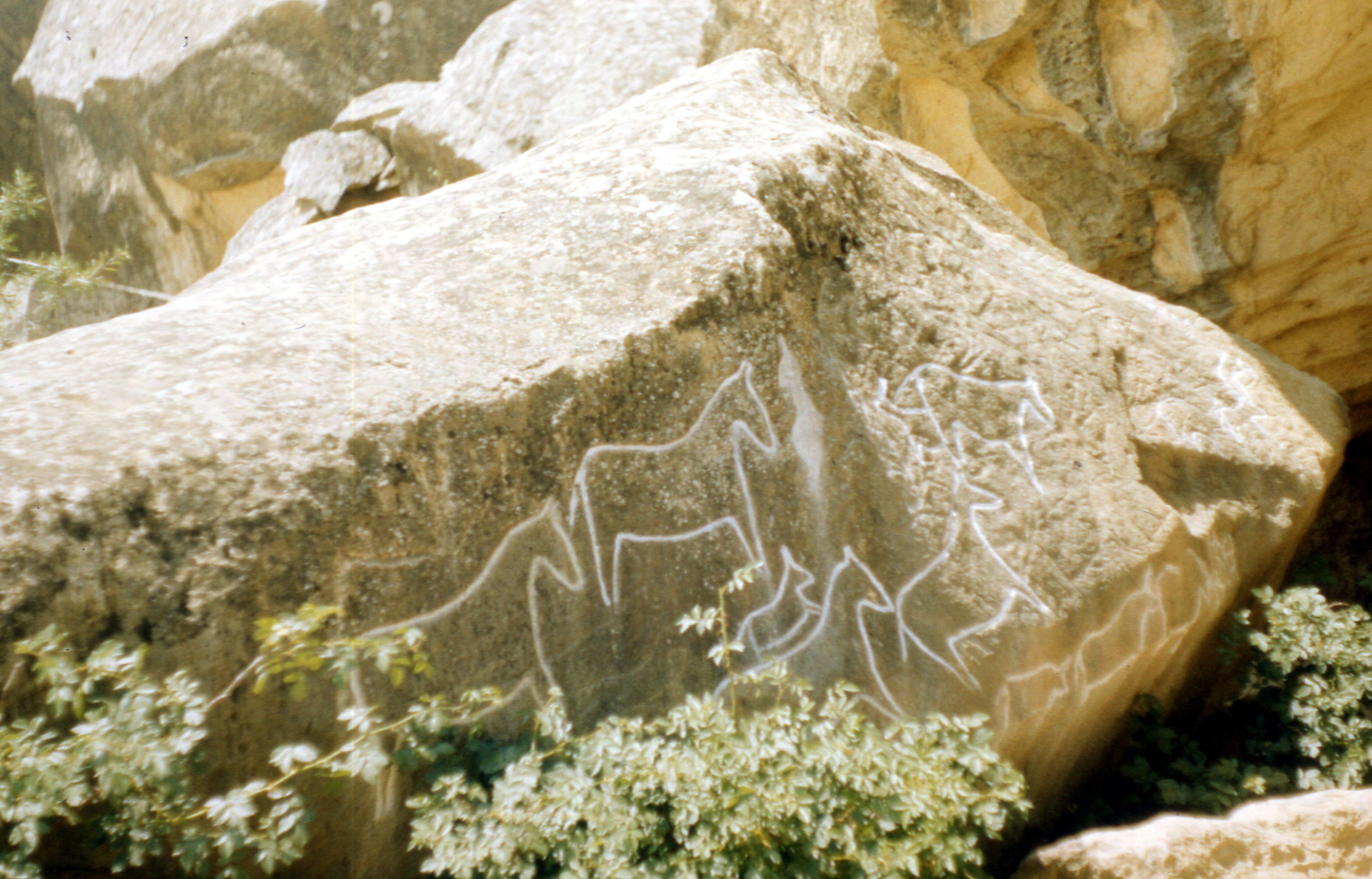
Pétroglyphe du Gobustan

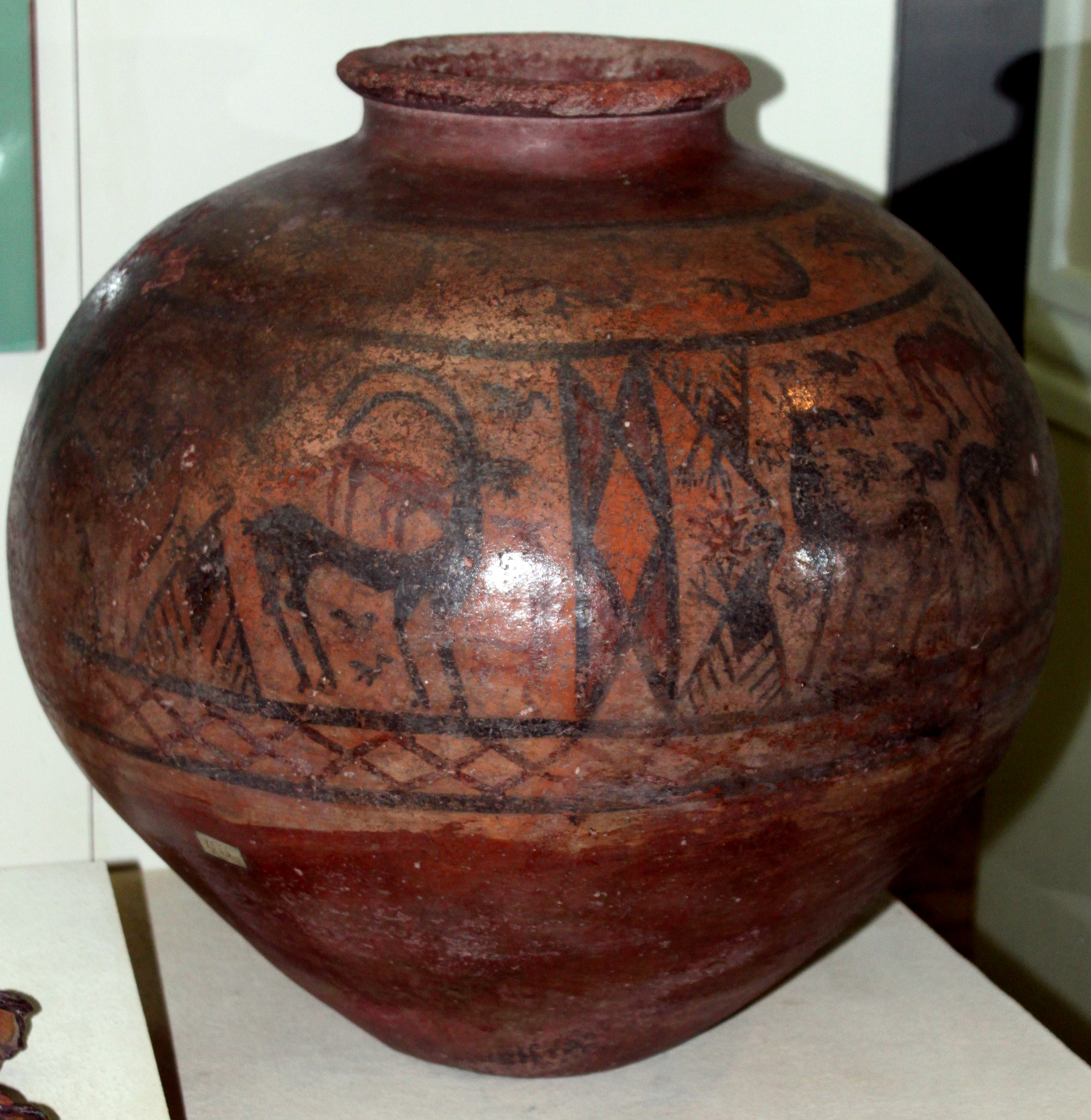
Plat de Shahtakhty

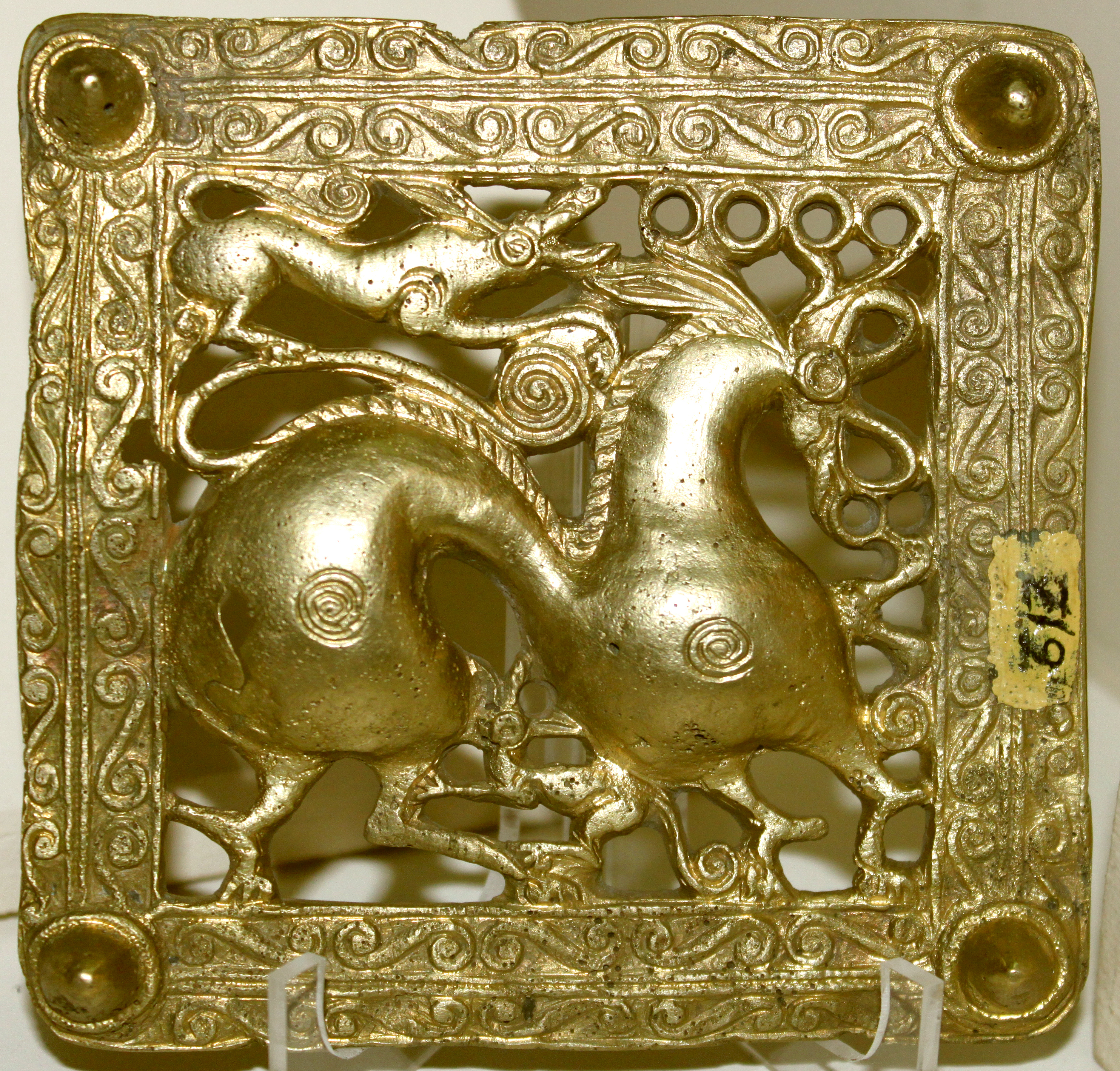
Ceinture en or scythe, Mingachevir

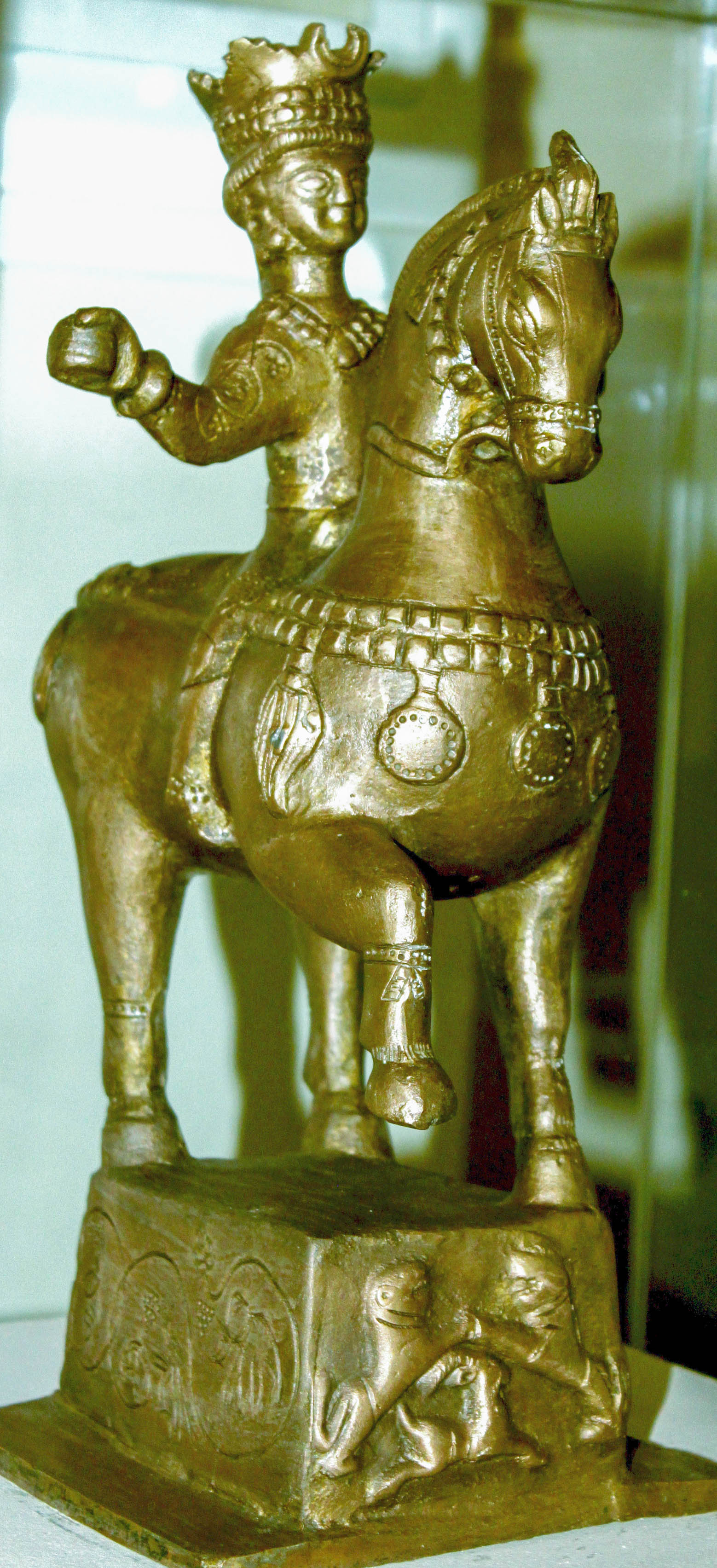
Statue du roi albanien Javanshir, Nakhitchevan

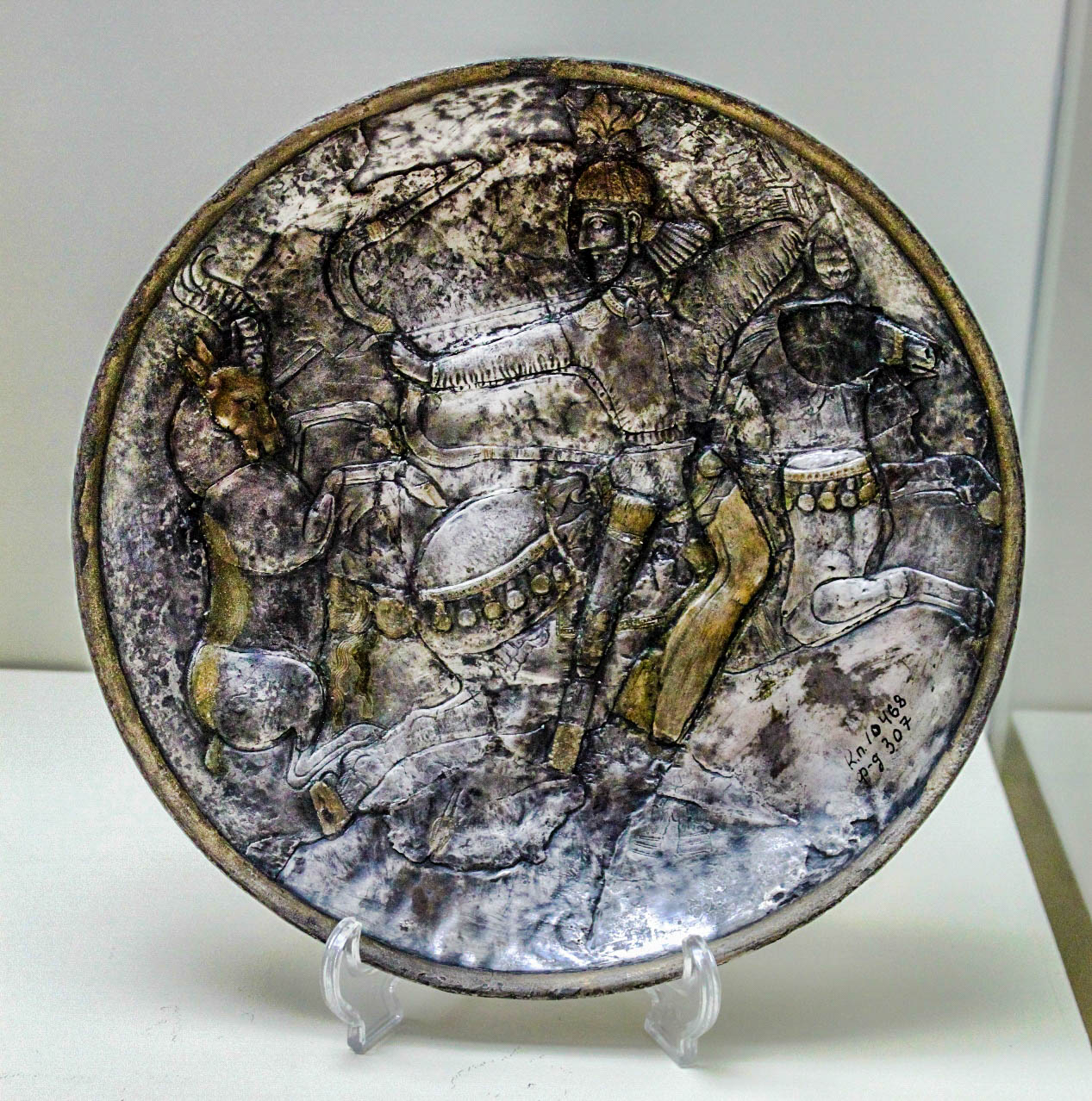
Plat albanien en cuivre, Khinisli

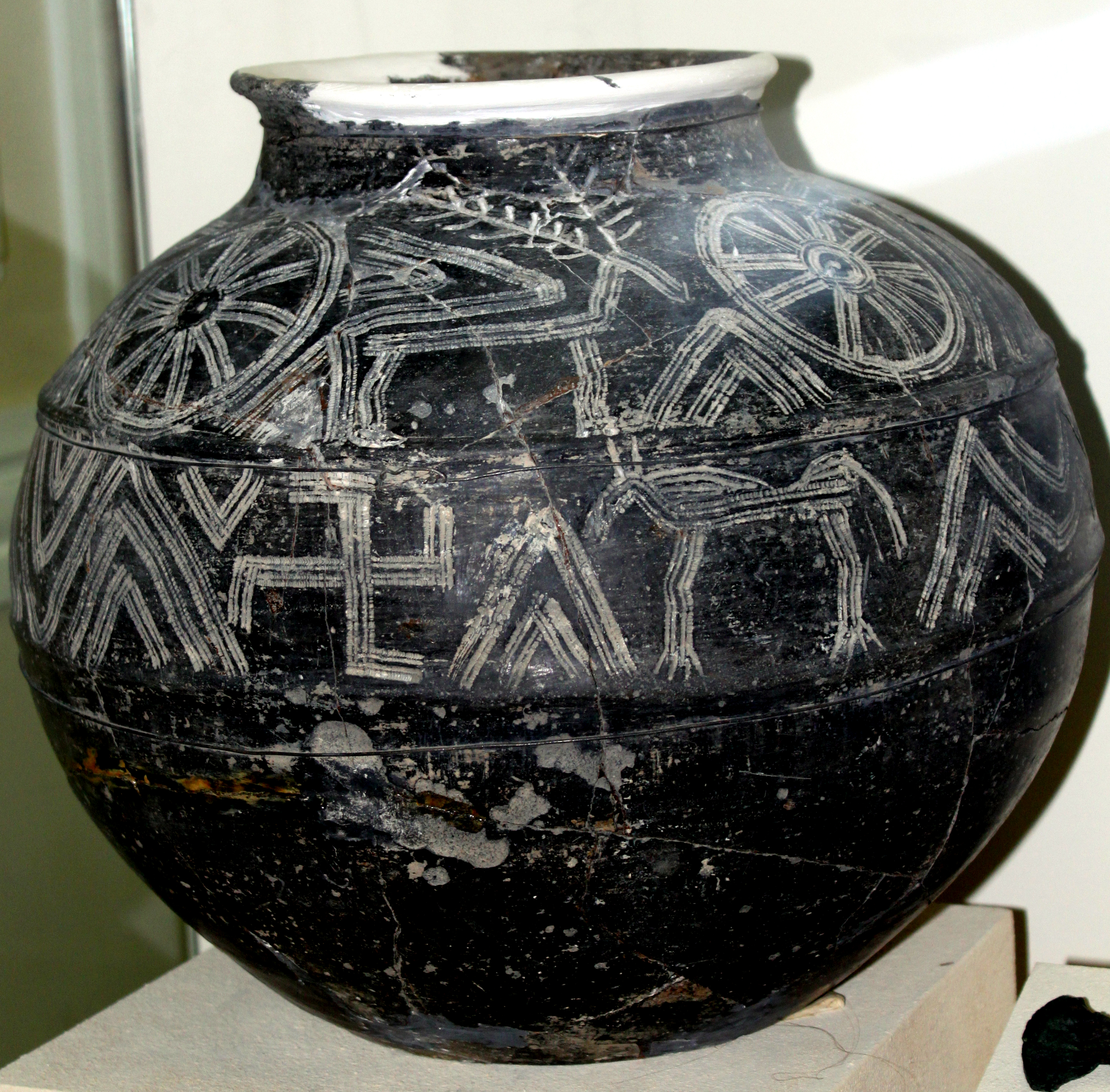
Ustensile de Gillikdagh

- Arts visuels, Arts plastiques, Art brut, Art urbain
- Art par pays
- Art azerbaïdjanais
- Artistes azéri
- Liste d'artistes d'Azerbaïdjan (en), Union des Artistes d'Azerbaïdjan (en)

L'art azerbaïdjanais désigne les réalisations artistiques du peuple azéri. Compte tenu des vicissitudes de l'histoire azérie, son domaine dépasse largement non seulement celui du territoire de l'actuelle République d'Azerbaïdjan, mais aussi l'Azerbaïdjan iranien et le sud du Daghestan en Russie qui, avec la République d'Azerbaïdjan constitue la patrie du peuple azéri.
La conversion des Azéris à l'islam constitue l'événement majeur autour duquel on peut articuler une histoire de l'art azéri : l'art païen turcique des Azéris mélangé avec l'art islamique. C'est dans ce contexte que le génie artistique azéri s'épanouira pleinement.
Le parcours précis aux dogmes de l'islam avec son interdiction à la représentation des essentiels vivants a amené au développement de l'art ornemental. Les tapis, les miniatures, les calligraphies, les portails élégantement ornés des bâtiments, les dessins muraux semblables à la dentelle, les mosaïques des mausolées et les palais sont les œuvres d'art de la culture islamique azeri. Malgré l'interdiction, les peintures et les sculptures des êtres vivants (les humains, les animaux et les créatures mythologiques) ont développé au raffinement artistique et fleuri.

### Arts anciens
- Préhistoire, Archéologie en Azerbaïdjan (en), Trésors de Qabala (en)
- Art du relief rupestre dans l'antiquité iranienne
- Scythes
- Sassanides, Monde iranien
- Cheddadides
- Séfévides, Seldjoukides, Ilkhanides

### Dessin
- Caricaturistes azéri

### Peinture
- Peintres azéri
- Miniature persane

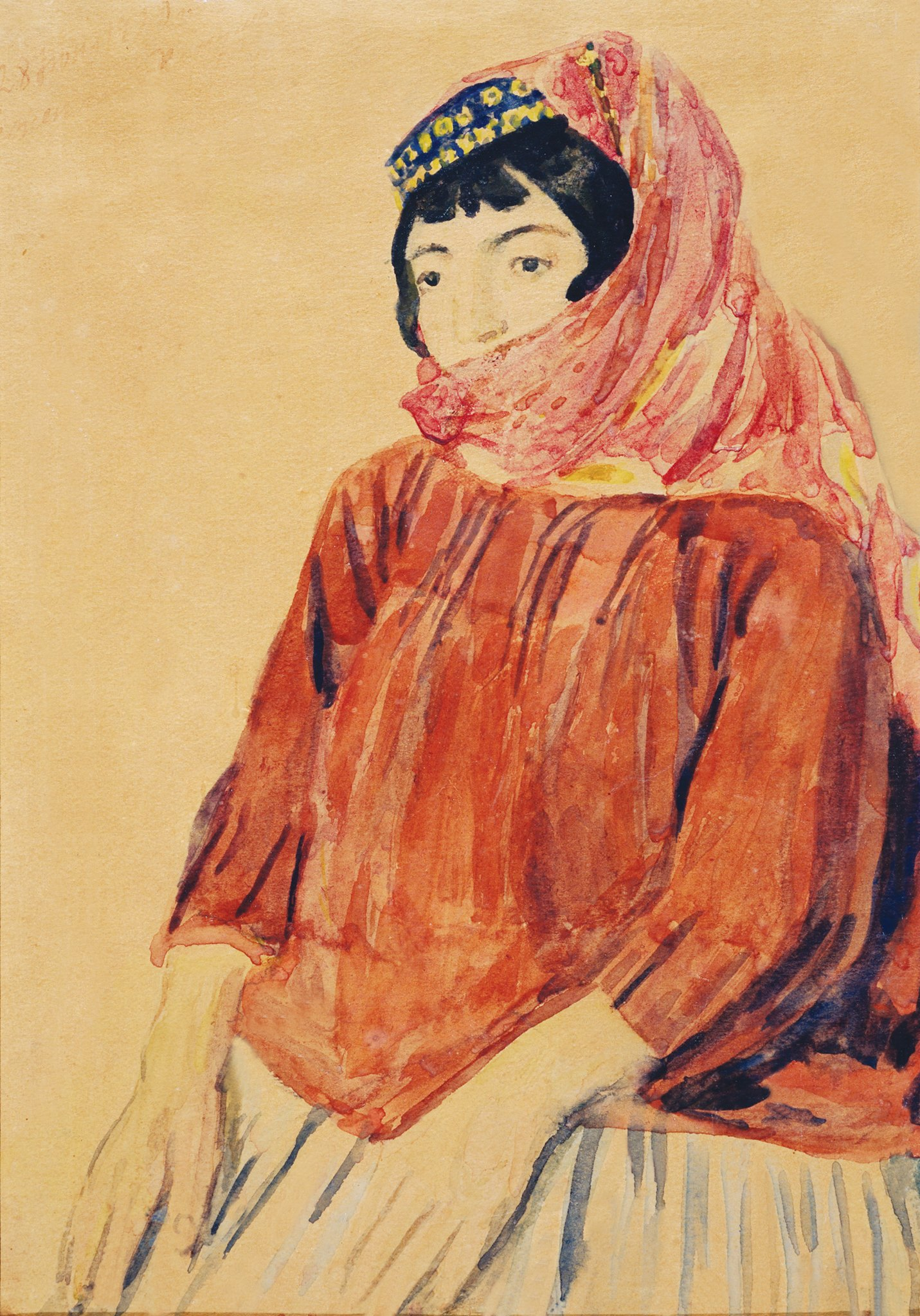
Réfugiée (1920) par Bahruz Kangarli.

- Usta Gambar Garabaghi (1830c-1905)

### Sculpture
- Liste de sculpteurs azerbaïdjanais (en)

### Architecture
- Architecture en Azerbaïdjan
- Liste d'architectes azerbaïdjanais (en)
  - Architectes irano-azéris
  - Architectes azerbaïdjanais médiévaux
  - Architectes azerbaïdjanais du XIXe siècle 
  - Architectes azerbaïdjanais du XXe siècle 
  - Architectes azerbaïdjanais du XXIe siècle
- Patrimoine architectural
  - Vieille ville (Bakou)
  - Palais des Chirvanchahs
  - Palais des Khans de Chaki

L'architecture azérie s'est développée au fil des siècles de manière singulière. L'architecture azérie bénéficie d'un héritage qui a évolué avec le mélange de la culture turcique de l'Azerbaïdjan, avec les éléments culturels islamiques. Elle utilise abondamment la géométrie symbolique, usant de formes pures telles que le cercle et le carré. Les plans sont souvent fondés sur des rendus symétriques, dont les cours rectangulaires et les halls sont caractérisést. Elle fait intervenir des formes géométriques, répétitives, ainsi que des surfaces richement ornées de céramiques, de stuc sculpté et de briques, formant des motifs décoratifs, calligraphiques, une iconographie florale, et parfois des formes animées.
L'architecture azérie a été marquée par l'influence des diverses écoles, qui principalement constituée de plusieurs périodes de développement, en particulier entre le XIIe et le XVIIIe siècle. Au XVIIIe siècle avec la conquête russe, l'architecture perd peu à peu ses caractéristiques azéris, dans le sens où l'architecture adoptée est plus internationale, notamment éclectique, dans laquelle l'architecture azérie a été fusionné avec l'architecture occidentale (en particulier l'architecture néo-classique). Au cours de la fin du XIXe siècle et au début du XXe siècle cette fusion des deux styles architecturaux est devenu plus prononcé, et à laquelle l'Art nouveau a été ajouté. Au cours de la période soviétique, au début jusqu'en 1960, cette fusion de l'architecture azérie avec l'architecture néoclassique a été poursuivi en tant que politique nationale, également en conformité avec l'architecture stalinienne.
Cependant à partir de 1960 jusqu'à l'indépendance de l'Azerbaïdjan en 1991, une architecture uniforme est devenue la norme dans toute l'Union soviétique, qui a souligné l'utilité plutôt que l'esthétique, et l'accent a été la quantité plutôt que la qualité. La volte-face de l'architecture nationale vers la construction en béton préfabriqué pour la construction de logements de masse, a commencé pendant les années 1950. Avec le indpenedence de l'Azerbaïdjan, de l'architecture postmoderniste est en expansion et la fusion de l'architecture azérie avec l'architecture néoclassique est reconstituée avec de nombreux projets.

### Photographie
- Photographes azéris

### Graphisme
- Designers azéris

## Arts du spectacle
- Spectacle vivant, Performance, Art sonore

### Musique
- Musique azérie
- Musique persane
- Musique turque
- Personnes

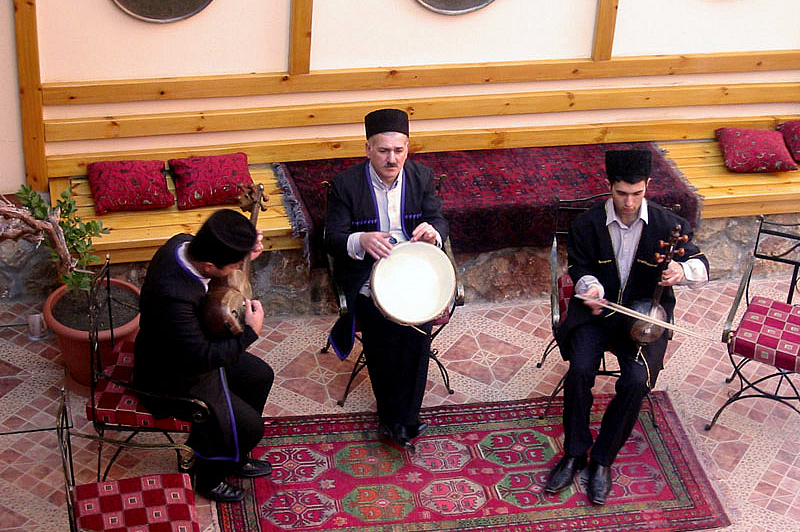
Musiciens azéris.

  - Musiciens azéri, Musiciennes azéri
  - Liste de musiciens azerbaïdjanais (en)
  - Compositeurs azéri, Liste de compositeurs azéris
  - Chefs d'orchestre azéri
  - Chanteurs azéri, Chanteuses azéri
- Lieux
  - Académie de musique Hajibeyov de Bakou
  - Théâtre musical d'État d'Azerbaïdjan
  - Buta Palace, Palais Heydar Aliyev (1976)
  - Festivals de musique en Azerbaïdjan, Festival de musique de Gabala
- Tradition
  - Instruments de musique d'Azerbaïdjan (en), Instruments de musique d'Iran
    - Balaban, Tar...

  - Musique traditionnelle azerbaïdjanaise
  - Achigs d'Azerbaïdjan
  - Mugham, Khananda (en)
  - Centre international du mugham
  - Rashid Behbudov State Song Theatre
  - Sari Gelin (en), Mahmud Salah (ar)
  - Festival international de musique Uzeyir Hadjibeyov
  - Le Monde du mugham, festival de mugham, depuis 2009
- Modernité
  - Théâtre philharmonique national d’Azerbaïdjan
  - Musique classique azérie (rubriques), Musique classique azerbaïdjanaise (en)
  - Opéra azerbaïdjanais : opéras et opérettes
  - Meykhana
  - Jazz azerbaïdjanais, Festival de jazz de Bakou depuis 2002, Jazz mugham (en)
  - rock azerbaïdjanais (en)
  - Pop azerbaïdjanaise (en)
  - Hip-hop azerbaïdjanais (en)
  - Chanson azérie (rubriques)

La musique azérie est pratiquée en Azerbaïdjan, mais aussi dans les contrées voisines qui partagent cette culture, ainsi l'Azerbaïdjan comme région de l'Iran et la région de Kars en Turquie.
Réciproquement, les Azéris ont un patrimoine culturel composé d'éléments turcs, iraniens et caucasiens. Il existe deux formes spécifiques de musique traditionnelle : celle des ashiks ou troubadours, qui remonte peut-être aux influences turkmène ou kazakhe, et celle du mugham, la musique savante dérivée du système modal iranien, les dastgâhs, soumis à l'influence turque des maqâms. Si la frontière entre ces deux formes est bien définie, c'est surtout par l'instrumentation, le style de chant, et le contexte.

### Danse
- Liste de danses, Danse traditionnelle
  - List of national dances (en), Liste de danses populaires, ethniques et régionales, par origine (en)
  - Liste de catégories de styles de danses (en), Danses de mode et de fantaisie (en)
- Danses d'Asie centrale
  - Danse au Kazakhstan
  - Danse au Kirghizistan
  - Danses en Ouzbékistan (en)
  - Danse au Tadjikistan
- Danse en Azerbaïdjan (rubriques)
  - Danses azerbaïdjanaises
  - Ballet d'Azerbaïdjan (en)
  - Danses azerbaïdjanaises
  - Şamaxı, Innaby (en)...
  - Azerbaijan State Song and Dance Ensemble (en)

Un des plus anciens témoignages est le film documentaire The Folk Dance of Caucasus (en) (1898) d'Alexandre Michon (1858-1921).

### Théâtre
- Improvisation théâtrale, Jeu narratif
- Théâtre en Azerbaïdjan[37]
- List of Azerbaijani dramatists and playwrights (en)
- Théâtres en Azerbaïdjan
  - Théâtre national académique azerbaïdjanais d'opéra et de ballet (1920)
  - Théâtre dramatique azerbaïdjanais
  - Azerbaijan State Theatre of Young Spectators
  - Azerbaijan State Pantomime Theatre
  - Théâtre musical académique d'État d'Azerbaïdjan
  - Azerbaijan State Theatre Museum
  - Azerbaijan State Russian Drama Theatre
  - Green Theatre
  - Shusha Musical Drama Theatre (détruit)
- Designers azéri de scène
- Comédiens azéri
- Acteurs de scène azéri
- Pièces de théâtre azéri, Sevil (1928 play) (en)

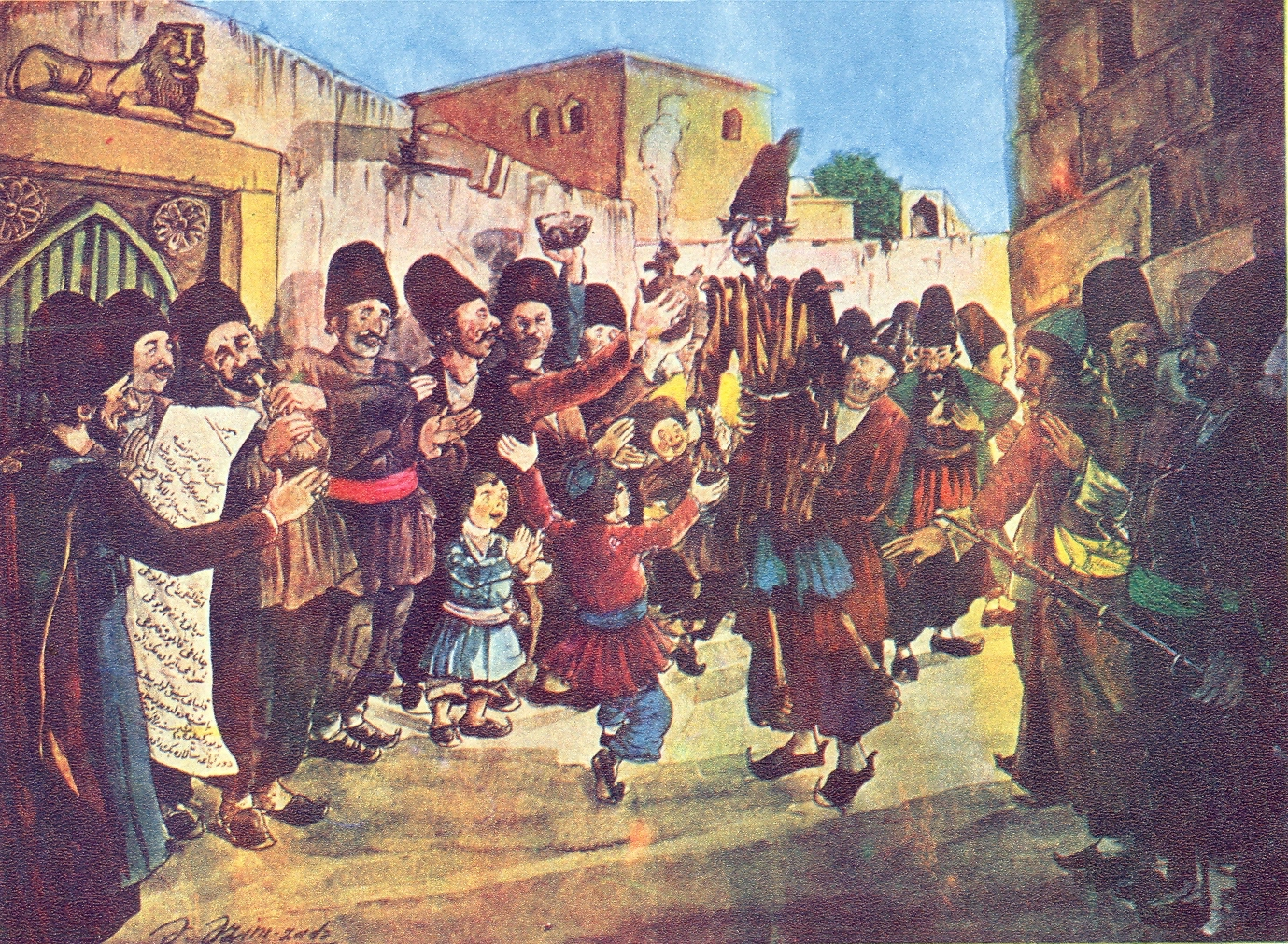
Défilé folklorique de, toile d'Azim Azimzade, 1930.

### Autres scènes: marionnettes, mime, pantomime, prestidigitation
Les arts mineurs de scène, arts de la rue, arts forains, cirque, théâtre de rue, spectacles de rue, arts pluridisciplinaires, performances manquent encore de documentation pour le pays …
Pour le domaine de la marionnette, la référence est : Arts de la marionnette en Azerbaïdjan, sur le site de l'Union internationale de la marionnette UNIMA).
- Art azéri de la marionnette[38],[39]
- Festival international de théâtre de Marionnettes (Baku)[40]
- Baku Puppet Theatre
- Ganja State Puppet Theatre
- Théâtre de marionnettes de Bakou

### Cinéma

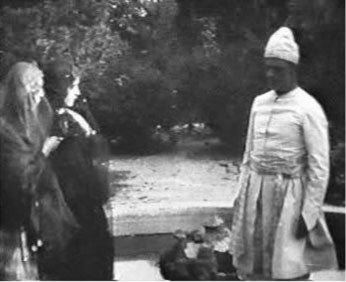
Premier film soviétique d'Azerbaïdjan, Légende de la Tour Vierge (1924).

- Cinéma azerbaïdjanais, Cinéma azéri (rubriques), Azerbaïdjanfilm
- Réalisateurs azéri, Scénaristes azéri, Liste de réalisateurs azerbaïdjanais (en)
- Film azerbaïdjanais, Liste de films azerbaïdjanais (en)
- Azerbaijani animation, Azerbaïdjani cartoonists
- Festivals : Baku International Film Festival East-West (en), Festival international du film de tourisme de Bakou

Le cinéma azéri désigne la production cinématographique de l'Azerbaïdjan. Le cinéma azéri est un des premiers cinémas dans le monde, historiquement. Une cinématographie nationale a été créée dans les années 1920. Elle a connu une importante crise durant les années 1990 et redevient, depuis les années 2000, prolifique.
The Oil Gush in Balakhany est le premier film documentaire produit en Azerbaïdjan et l'un des premiers films dans le monde, en 1898. Légende de la Tour Vierge est le premier film muet azéri, dans la période soviétique, en 1924.
L'un des premiers maîtres du cinéma azerbaïdjanais est le réalisateur du film et acteur de cinéma Abbas Mirza Charifzadé, qui a produit les premiers films azéris dans les années 1920.
Le pays s'enorgueillit néanmoins d'un Oscar du cinéma obtenu par le scénariste, dramaturge et producteur azéri Rustam Ibragimbekov pour le scénario de Soleil trompeur réalisé par Nikita Mikhalkov.
Créé par Rustam Ibragimbekov, le Festival international du film de Bakou décerne chaque année en septembre, et c'est le plus grand festival de cinéma du Caucase.

### Autres
- Cultures urbaines, Art urbain
- Art vidéo, Art numérique
- Jeu vidéo, Industrie vidéoludique

## Tourisme
- Tourisme en Azerbaïdjan, Tourisme en Azerbaïdjan (rubriques)
- Centres d'intérêt touristique :
  - Ministère de la Culture
  - (en) « Visions of Azerbaidjan »
  - Sur WikiVoyage
- Bakou Francophones
- Conseils aux voyageurs pour l'Azerbaïdjan :
  - France Diplomatie.gouv.fr
  - Canada international.gc.ca
  - CG Suisse eda.admin.ch
  - USA US travel.state.gov

## Patrimoine

### Musées
- Liste de musées en Azerbaïdjan, dont
  - Musée national du tapis
  - Musée national d'art d'Azerbaïdjan
  - Musée de l'histoire d'Azerbaïdjan
  - Musée du livre miniature de Bakou
  - Musée d'art moderne
  - Independence Museum of Azerbaijan
  - Historical-ethnographic museum of Khinalig village
  - Nakhchivan Memorial Museum
  - Musée de la littérature azerbaïdjanaise Nizami Gandjavi
  - Palais des Chirvanchahs
  - Shusha Museum of History

### Liste du Patrimoine mondial
Le programme Patrimoine mondial (UNESCO, 1971) a inscrit dans sa liste du Patrimoine mondial (au 12/01/2016) : Liste du patrimoine mondial en Azerbaïdjan

### Liste représentative du patrimoine culturel immatériel de l’humanité
Le programme Patrimoine culturel immatériel (UNESCO, 2003) a inscrit dans sa liste représentative du patrimoine culturel immatériel de l'humanité (au 10/01/2016) :
- 2018 : L'Héritage de Qorqud/Korkyt Ata/Dede Korkut : la culture, les légendes populaires et la musique liées à cette épopée[41],
- 2017 : La tradition de la préparation et du partage du dolma, marqueur d'identité culturelle[42],
- 2017 : L’art de fabriquer et de jouer du kamancheh/kamanche, instrument de musique à cordes frottées[43],
- 2016 : La culture de la fabrication et du partage de pain plat Lavash, Katyrma, Jupka, Yufka[44](Azerbaïdjan, Iran (République islamique d’), Kazakhstan, Kirghizistan, Turquie),
- 2015 : L’artisanat du cuivre de Lahidj[45],
- 2014 : L’art et le symbolisme traditionnels du kelaghayi, fabrication et port de foulards en soie pour les femmes[46],
- 2013 : Le Chaugan, jeu équestre traditionnel pratiqué à dos de chevaux Karabaghs en République, d'Azerbaïdjan[47],
- 2012 : La facture et la pratique musicale du târ, instrument à cordes à long manche[48],
- 2010 : L’art traditionnel du tissage du tapis azerbaïdjanais en République d’Azerbaïdjan[49],
- 2009 : L’art des Ashiqs d’Azerbaïdjan[50],
- 2009 : Le Norouz, Novruz, Nowrouz, Nooruz, Navruz, Nauroz, Nevruz	(Azerbaïdjan – Inde – Iran (République islamique d’) – Kirghizistan – Pakistan – Turquie – Ouzbékistan)[51],
- 2008 : Le mugham azerbaïdjanais[52]...

### Registre international Mémoire du monde
Le programme Mémoire du monde (UNESCO, 1992) a inscrit dans son registre international Mémoire du monde (au 10/01/2016) :
- 2005 : Manuscrits du Moyen Âge relatifs à la médecine et à la pharmacie.

Cette collection comprend des livres dont il n’existe aucun autre exemplaire manuscrit. Tous ces livres ont largement influencé le développement de la médecine et de la pharmacologie en Azerbaïdjan et dans les pays voisins.